# Промышленность Израиля
Промышленность Израиля — совокупность предприятий электроники, обработки металлов, химической, текстильной и пищевой отраслей, а также производства лекарств. В начале XXI века увеличилась доля высокотехнологичной обрабатывающей промышленности как отрасли, характерной для развитых стран.

## История

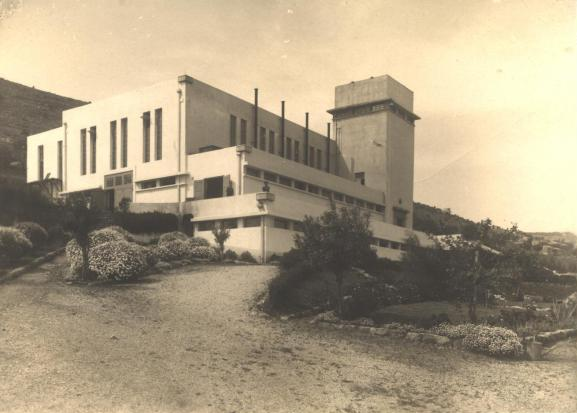
Первая дизельная электростанция в Хайфе, 1925 год.

В период с 1919 по 1939 год в Палестину отправляются еврейские переселенцы, которые закладывают основы экономической и промышленной инфраструктуры, организуют кибуцы и мошавы, строят жилые дома и дороги. Основным местом поселения в те годы были города Тель-Авив, Хайфа и Иерусалим, где организуются строительные фирмы и предприятия лёгкой промышленности. В годы британского господства развивалось сельское хозяйство, вводились в строй промышленные предприятия, для нужд энергетики был зарегулирован сток реки Иордан, сооружены новые дороги по всей территории проживания переселенцев и налажена добыча соли из вод Мёртвого моря. Важную роль в экономике Израиля начинает играть химическая промышленность. После основания Гистадрута произошло улучшение положения рабочих и была обеспечена занятость путём организации кооперативов в промышленном секторе и для сбыта аграрной продукции.

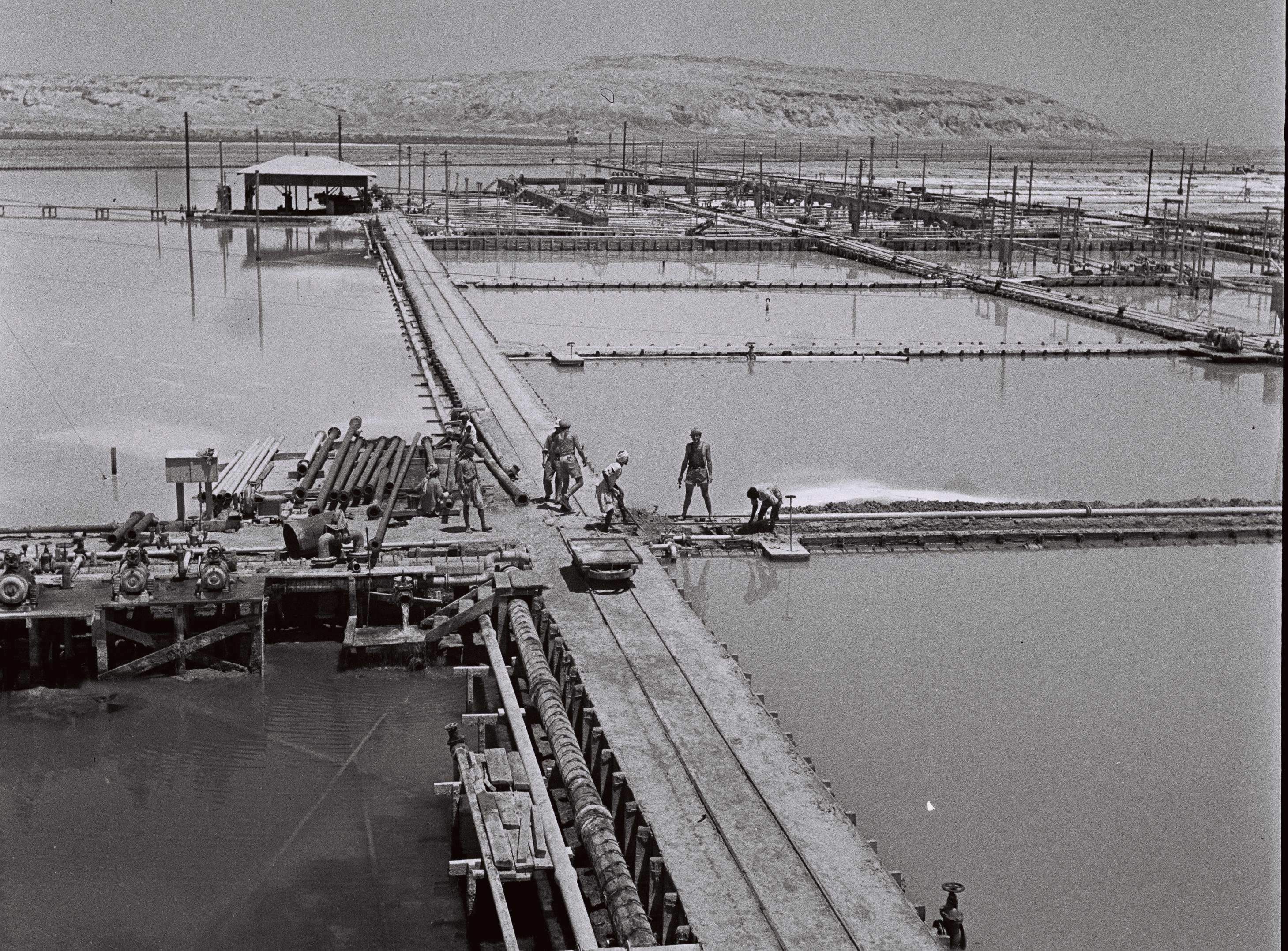
Испарительные бассейны Мёртвого моря. 1944 год.

С созданием Государства Израиль в мае 1948-го все его ранние годы молодое правительство пыталось инициировать создание заводов и подъём промышленного производства страны. В конце 40-х и все 50-е годы XX века экспорт был ограничен, постоянная нехватка иностранной валюты была характерна для экономической деятельности и требовался импорт товаров первой необходимости.
В первое десятилетие после провозглашения независимости Израиля, основные условия страны были сосредоточены на развитии сельского хозяйства и создании водной, транспортной, энергетической инфраструктуры. Поскольку страна располагает внушительным потенциалом квалифицированных специалистов, испытывая при этом нехватку в основных видах сырья, то промышленность Израиля ориентируется на производство научных товаров на основе собственных научных разработок и технических новинок.

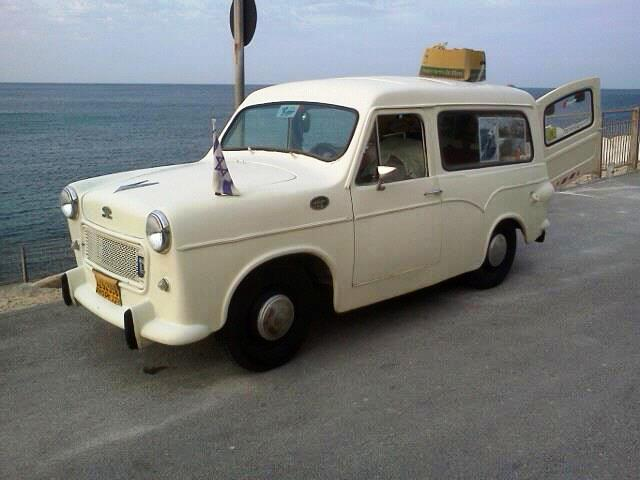
Автомобиль Сусита, пр-во Израиль, 1963 год.

Экономические трудности во время Войны за независимость и быстрый рост населения потребовали ограничения внутреннего потребления и финансовой помощи из-за границы. Эта помощь предоставлялась в виде займов от американских банков, пожертвований от правительства США и от еврейской диаспоры, а также поступала в виде послевоенных западногерманских репараций. К концу 50-х годов выпуск промышленной продукции в Израиле удвоился, как и число занятых, а экспорт промышленных изделий возрос в четыре раза. Освоение новых земель и бурное развитие сельского хозяйства позволили достигнуть самообеспечения основными продовольственными товарами, кроме мяса и зерна.

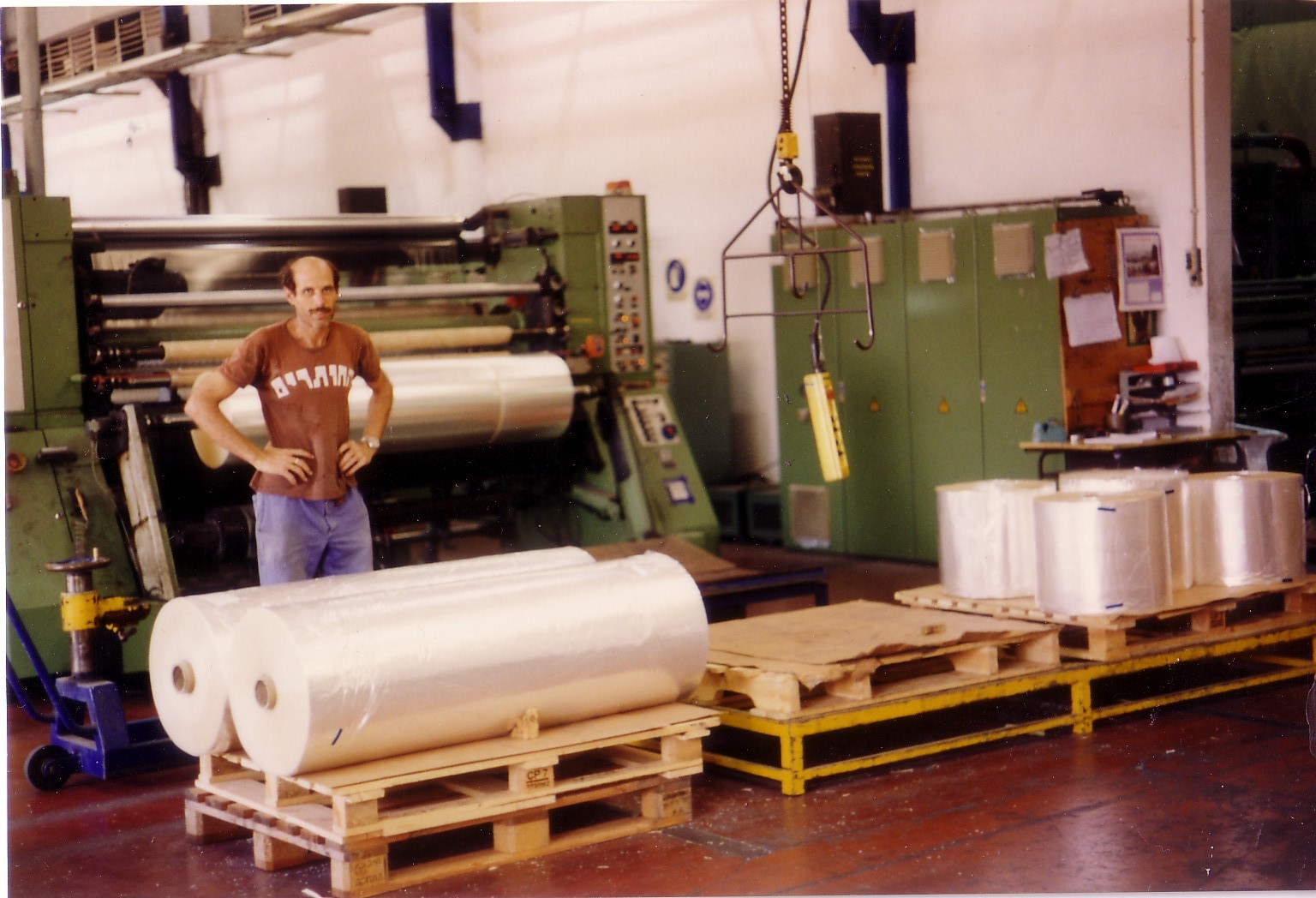
Завод по производству полипропиленовой плёнки в кибуце Hahotrim. 1970—1975 гг.

В 70-х годах в стране производятся уже в достаточном количестве продовольственные товары, напитки, табачные изделия, ткани, одежда и изделия из кожи, электротехническое и электронное оборудование, особенно для военных целей, нужд сферы связи и медицины, бриллианты, — Израиль становится важнейшим мировым центром шлифовки и огранки алмазов. Развиваются металлургия и машиностроение, включая авиа- и судостроение, в том числе для военных нужд.
Наибольший рост наблюдается в тех отраслях, где присутствует высокая технология, используется самая передовая техника, а также привлекаются инвестиции в исследования и развитие. Традиционными отраслями израильской промышленности становятся: переработка пищевых продуктов, производство техники, одежды, мебели, химическая промышленность (производство удобрений, химикатов, изделий из резины, пластмассы и металла).
В конце XX и начале XXI века израильская промышленность достигает мирового уровня в области медицинского оборудования, электроники, агротехники, телекоммуникаций, промышленной химии и в обработке алмазов.
В обрабатывающей промышленности Израиля создаётся 20 % национального дохода и сосредоточено немногим меньше 20 % всех занятых страны. На Тель-Авив и близлежащие города, где размещены почти 4 тысячи предприятий, приходится более половины рабочих мест, которыми располагает промышленность Израиля, на район Хайфы почти треть, на Южный регион страны 12 %, а на район Иерусалима 6 %.
В 2011 году добавленная стоимость промышленности Израиля составляла 36 млрд долларов, доля промышленности страны в объёме мировой промышленности оценивалась в 2,22 %, стоимость промышленности на душу населения 4761 доллар, темп роста по отношению к предыдущему 2010 году 16,1 %.
Доля промышленности в ВВП к 2011 году составляла 30,9 %, а к 2017 году снизилась до 26,5 %.

## Обработка алмазов

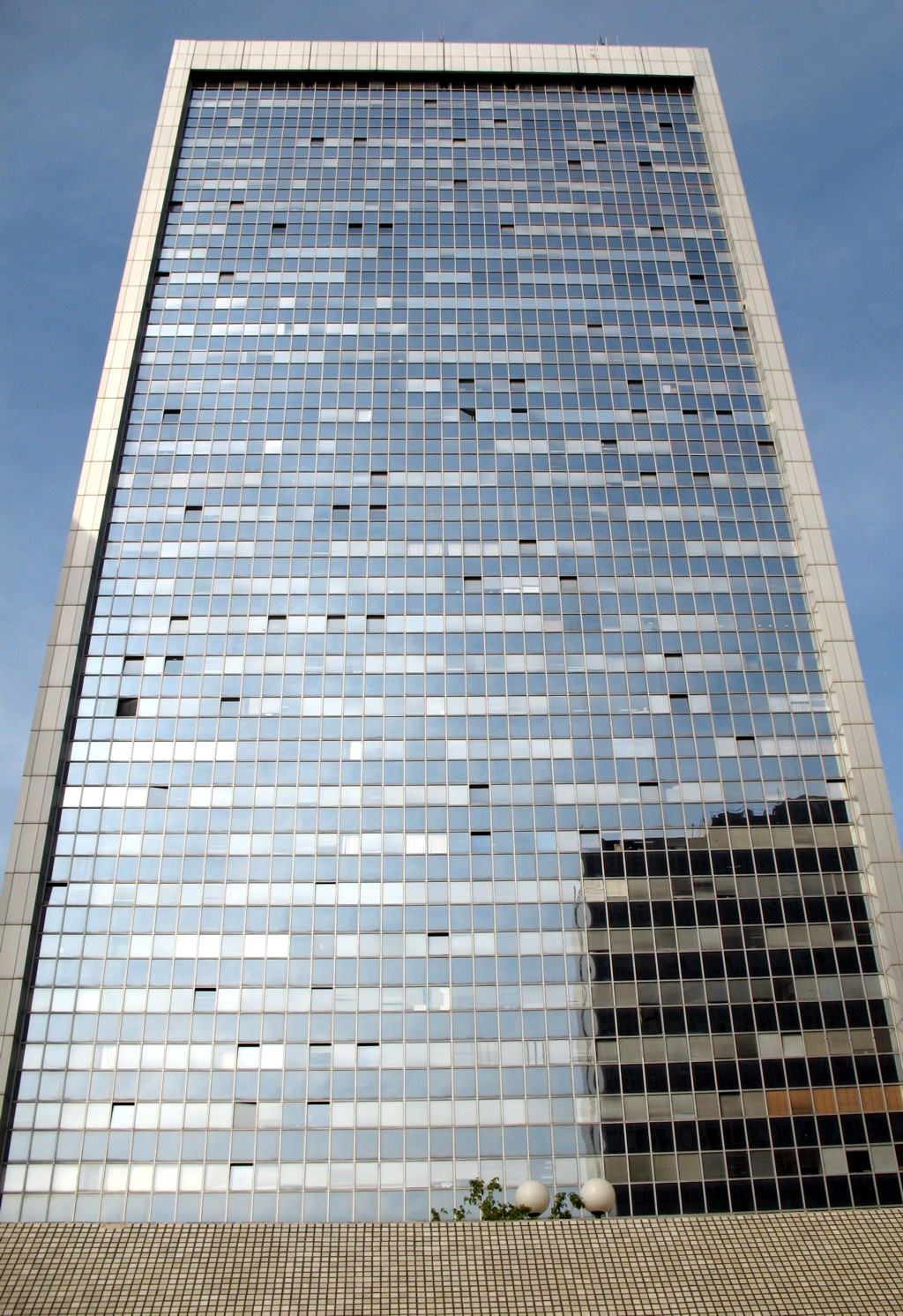
«Алмазная башня» в Рамат-Гане

Основная статья: Алмазная промышленность Израиля
Израиль является одним из трёх крупнейших центров по обработке алмазов и изготовления бриллиантов, наряду с Бельгией и Индией. Экспорт бриллиантов в 2012 году составлял 4,3 млрд долларов США (основные получатели: США, Гонконг, Бельгия), необработанных алмазов — 2,8 млрд. Объём импорта необработанных алмазов оценивался в 3,8 млрд. В общем экспорте страны алмазы составляют около 24 %.
По оценкам за 2007 год, 12 % (по стоимости) бриллиантов мира было отшлифовано в Израиле, в 2010 году доля снизилась до 9 %.
Алмазная биржа Израиля в Рамат-Гане объединяет в себе торговый зал, офисы алмазных производителей, алмазообрабатывающие предприятия, ювелирные магазины и выставочные залы.
Среди различных организаций, которые работают в Израильской алмазной промышленности, находится и Израильский институт алмазов (IDI), который играет центральную роль в продвижении отрасли на мировом рынке, разрабатывает инновационные методы, позволяющие израильской алмазной промышленности находиться в первых рядах технологических исследований мира.

## Горнодобывающая промышленность
Крупные месторождения фосфоритов находятся в Негеве, откуда продукция доставляется по железной дороге в Хайфу. Из вод Мёртвого моря извлекают соли калия, брома и магния, применяемые в сельском хозяйстве, а также в фотографии и фармацевтической промышленности. Медные рудники в Михрот-Тимне, на месте легендарных копей царя Соломона, были открыты для эксплуатации в 1955 году, но в 1976 году, после падения мировых цен на медь, законсервированы. В Негеве добывают глины для производства кирпича и черепицы, а также кварцевый песок для стекольной промышленности. Во многих карьерах ведутся разработки материалов для изготовления цемента и бетона. Заготавливается также мрамор и строительный камень для Иерусалима (где местное законодательство требует использования натуральных материалов для облицовки зданий).
В стране имеются запасы нефти (добыча 9-16,5 млн тонн в год) и природного газа. Основные газовые месторождения расположены на шельфе Средиземного моря, это Тамар, Далит и Левиафан. Промышленная добыча газа ведётся с 2008 года.

## Металлообработка и машиностроение
Израиль достиг международной конкурентоспособности в области машиностроения и обработки металлов. Сектор серьёзно базируется на научном подходе и высоких технологиях. Результатом плодотворной работы израильских инженеров являются высококачественные изделия из металла для станкостроения, инструментальной базы, двигателей, военной техники.
В компании Iscar Ltd несколько заводов в северной промышленной зоне Далтон и в северной промышленной зоне в Кирьят-Шмона (промышленный парк Тель-Хай). Iscar является одним из мировых лидеров, уступая только Sandvik Coromant из Швеции, в производстве режущего твердосплавного инструмента, предназначенного для обработки металла и производства изделий на станочном оборудовании. Компания имеет 140 филиалов в 65 странах мира. Основана в 1952 году, имеет около 10 тысяч сотрудников.
Государственная компания Bet Shemesh Engines производит части для реактивных двигателей, осуществляет капитальный ремонт и техническое обслуживание двигателей и агрегатов, разрабатывает и производит небольшие реактивные двигатели и расходные материалы к ним. Компания является лидером в этой области. Реактивные двигатели, изготовленные в Bet Shemesh Engines, используются в основном в военной технике Армии обороны Израиля и установливаются на ракетную технику. Год основания: 1968-й. Центральный офис: Бейт-Шемеш. Доход: 19 млн долларов в 2012 году. Сотрудники: 540 человек.

### Автомобильная промышленность

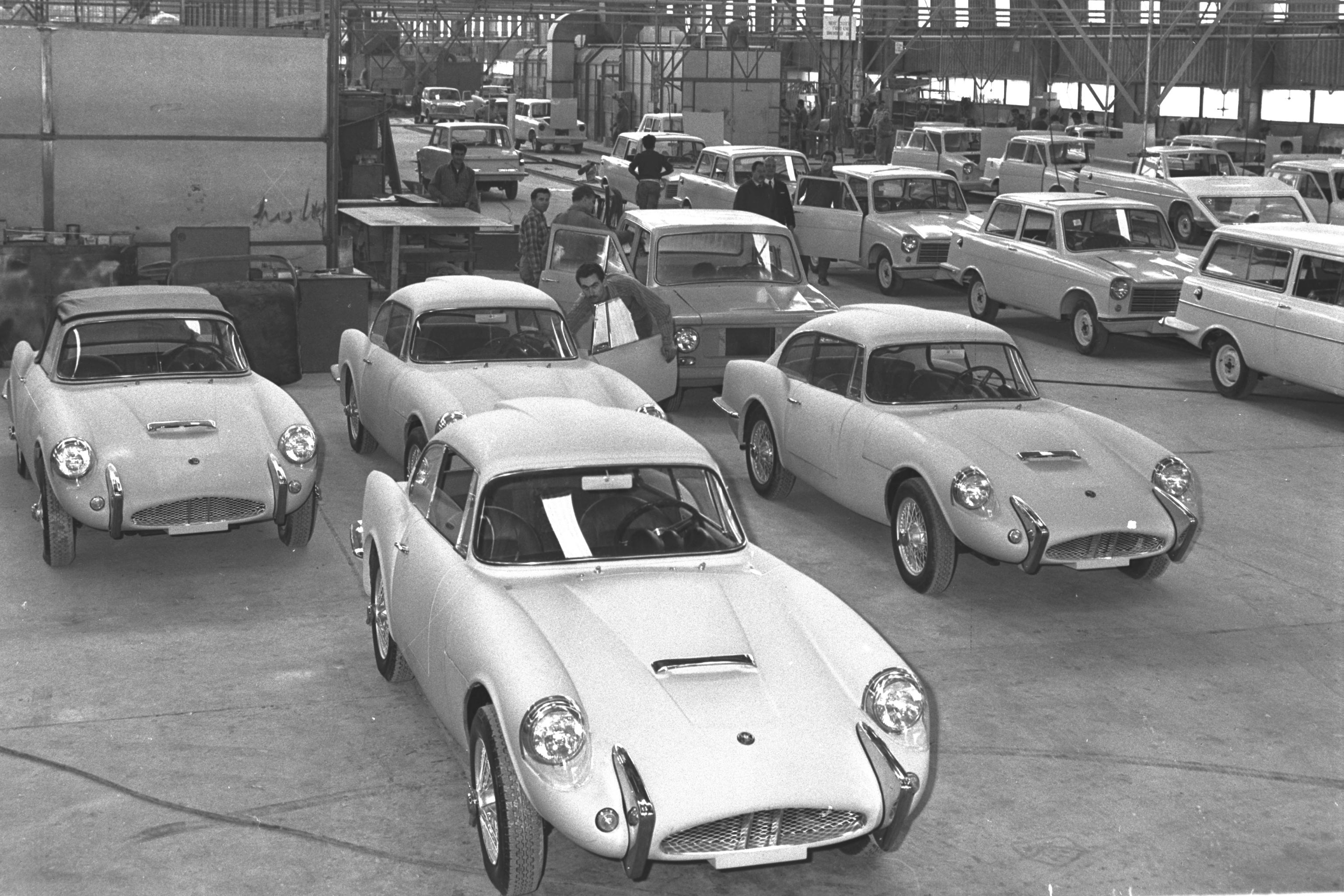
Изготовление автомобилей SABRA и CARMEL12 мелкими партиями. 1967 г.

Основная статья: Автомобильная промышленность Израиля
За время существования Государства Израиль было создано несколько заводов по производству автомобилей и грузовиков, но эти инициативы не смогли достичь финансовых результатов, в связи с ограниченным объёмом производства, поэтому заводы закрылись. В начале XXI века продолжают работать предприятия, специализирующиеся на разработке и производстве автомобилей для сил безопасности и армии (в том числе на экспорт) и сборки автобусов. Кроме того, различные заводы были созданы для производства компонентов для автомобильной промышленности, таких как аккумуляторы и шины, колёсные диски, различные детали из пластических масс.

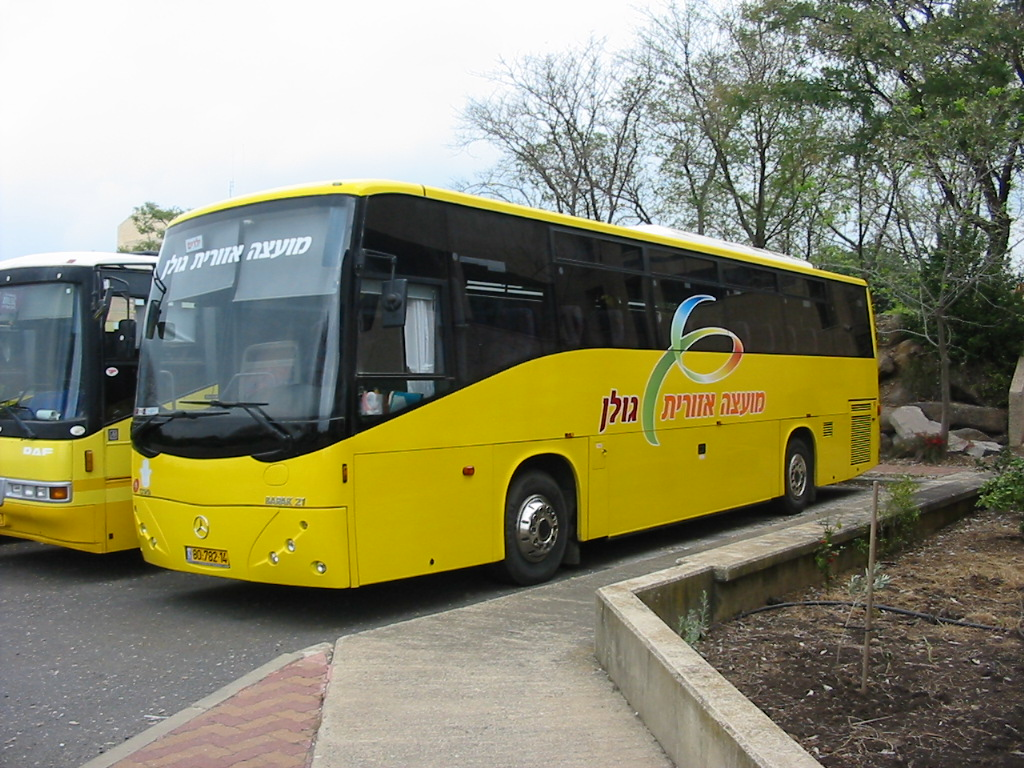
Автобус Haargaz

Компания Haargaz Transportation занимается разработкой и производством современных городских, международных и туристических автобусов. Haargaz Transportation исторически работает с 1932 года, штаб-квартира находится в Тель-Авиве, а основное производство на юге Израиля.

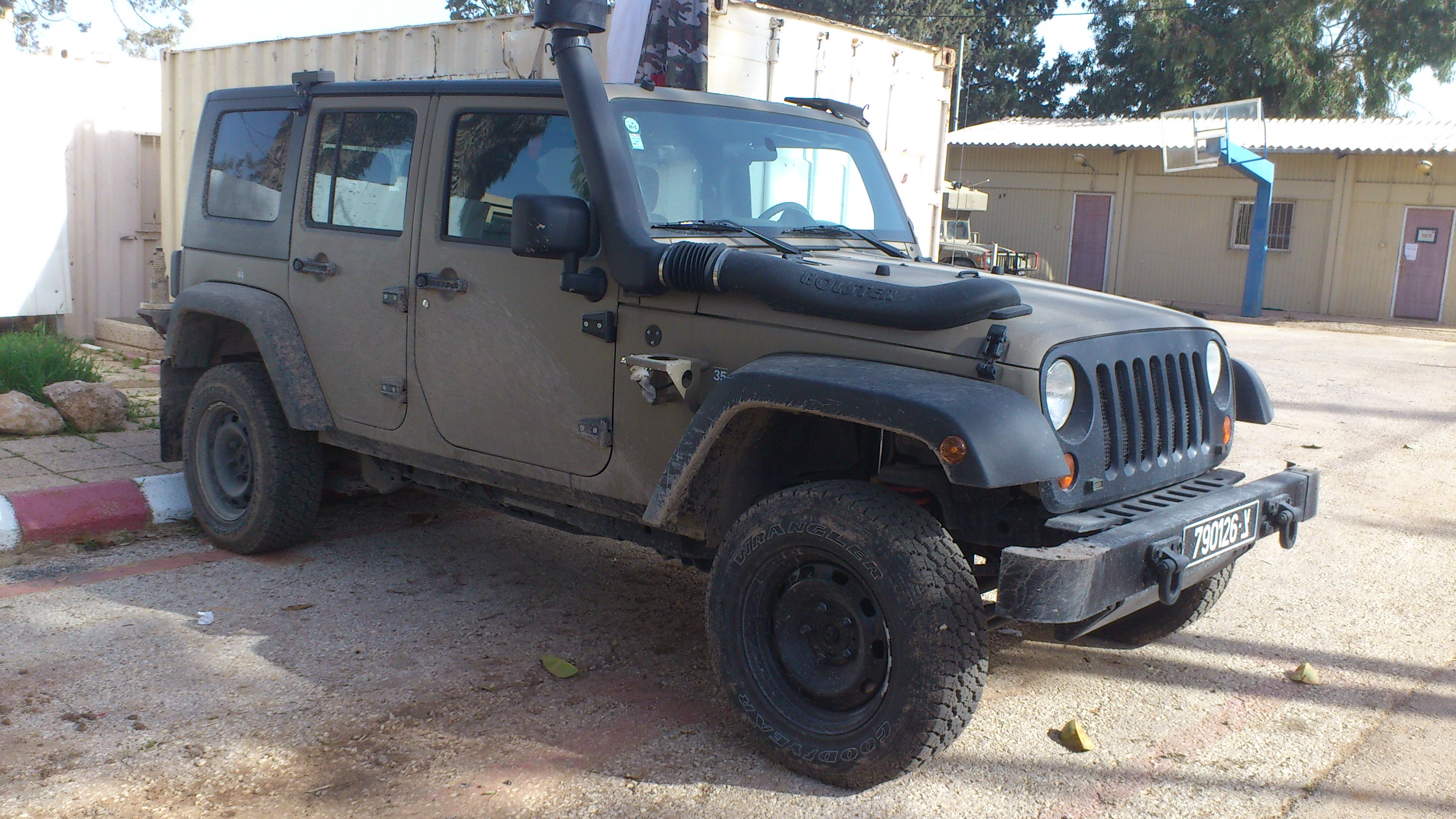
Внедорожник Storm III производимый Automotive Industries

Компания Merkavim производит микроавтобусы, низкопольные городские автобусы, туристические автобусы, бронированные автобусы и автобусы для перевозки заключённых. Главный завод Merkavim находится в промышленной зоне города Кесарии.
Компания Automotive Industries занимается разработкой и производством автомобилей различных типов для военных и коммерческих целей, включая джипы 4x4, командные автомобили, грузовики, машины скорой помощи и автобусы. Компания работает с 1966 года и дислоцируется в Назарет-Илит.
Компания Volta (Израиль) имеет в промышленной зоне Тефен в Западной Галилее завод по производству электрических аккумуляторов для автомобилей. Завод производит около 350 тыс. батарей за год. Компания работает с 1934 года, а завод был построен в 1979 году.

### Производство техники для сельского хозяйства

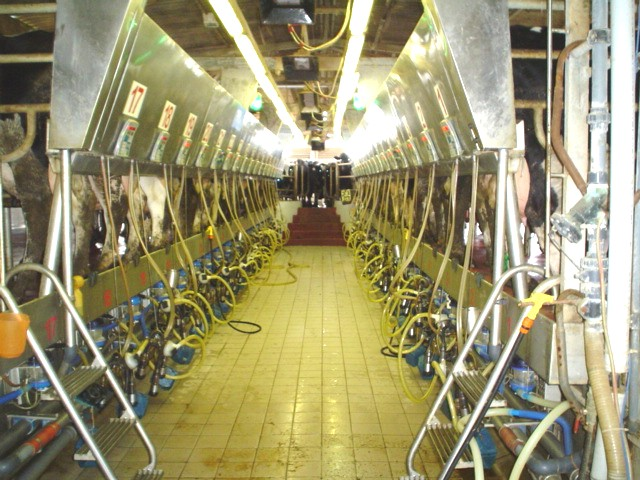
Автоматизированный доильный зал в кибуце Ревивим

Израильские инженеры сделали уникальные разработки в области оборудования для сельского хозяйства. Особой предпосылкой, характерной для жаркого климата, было создание экономичных систем капельного орошения для растениеводства, способствующих сохранению стратегических запасов пресной воды. Немаловажным успехом можно назвать достижения в секторе изготовления автоматизированных систем для животноводства, способствующих увеличению надоев.
Компания Netafim занимается работами в области ирригации, сельского хозяйства и благоустройства. Компания специализируется в области капельного орошения парниковых проектов «под ключ», производства биотоплива из энергетических культур. Основанная в 1965 году, Netafim внедрила новую концепцию с низким объёмом орошения, запустила в производство революционные системы капельного орошения. Штаб-квартира — Тель-Авив. Сотрудники — более 3000 человек.
Фирма Afimilk осуществляет развитие оборудования машинного доения, автоматизированных систем управления, создание молочных ферм. Год основания: 1977. Завод в кибуце Афиким.
См. также: Молочная ферма в Израиле, Сельское хозяйство Израиля

## Энергетика
Основная статья: Энергетика Израиля

### Нефтегазовый сектор

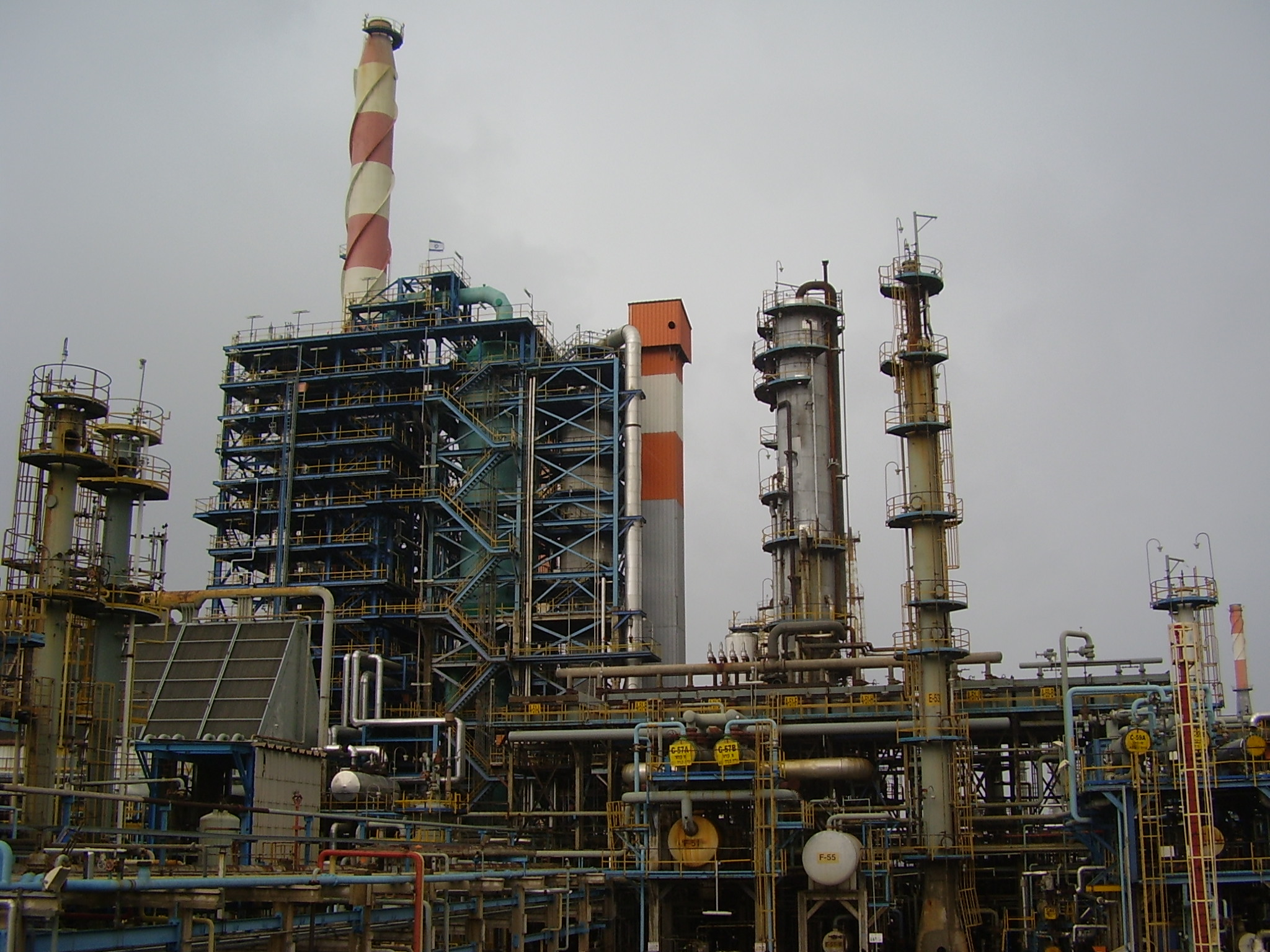
Хайфский НПЗ

В израильской энергетике сформирован работоспособный нефтегазовый сектор, покрывающий потребности страны в первичном топливе. С 14 февраля 2023 года Израиль стал экспортёром нефти с объёмом поставок 700 тысяч баррелей с месторождения «Кариш» на границе с Ливаном. Израиль является крупным экспортёром природного газа, в основном в Египет и Иорданию. В 2024 году прибыль от продажи газа и полезных ископаемых составила 2,7 млрд долларов. Основные месторождения добычи на прибрежном шельфе — «Левиафан», «Тамар» и «Кариш».
Компания Eilat Ashkelon Pipeline Co. Ltd. (EAPC), основанная в 1968 году, управляет трубопроводом Trans-Israel pipeline Эйлат-Ашкелон и другими предприятиями в энергетическом секторе, в том числе в эксплуатации компании находятся два нефтяных порта и два нефтяных терминала в Эйлате и Ашкелоне с общей ёмкостью в 3,6 млн м3 для хранения сырой нефти и нефтепродуктов.
Компания Israel Natural Gas Lines — государственная компания, созданная в 2003 году для строительства и эксплуатации системы передачи природного газа под высоким давлением. Построила и эксплуатирует систему хранилищ и газовых трубопроводов, связывающих шельфовые месторождения природного газа с материковыми потребителями согласно Национальному плану (National Outline Plan).

### Электроэнергетический сектор

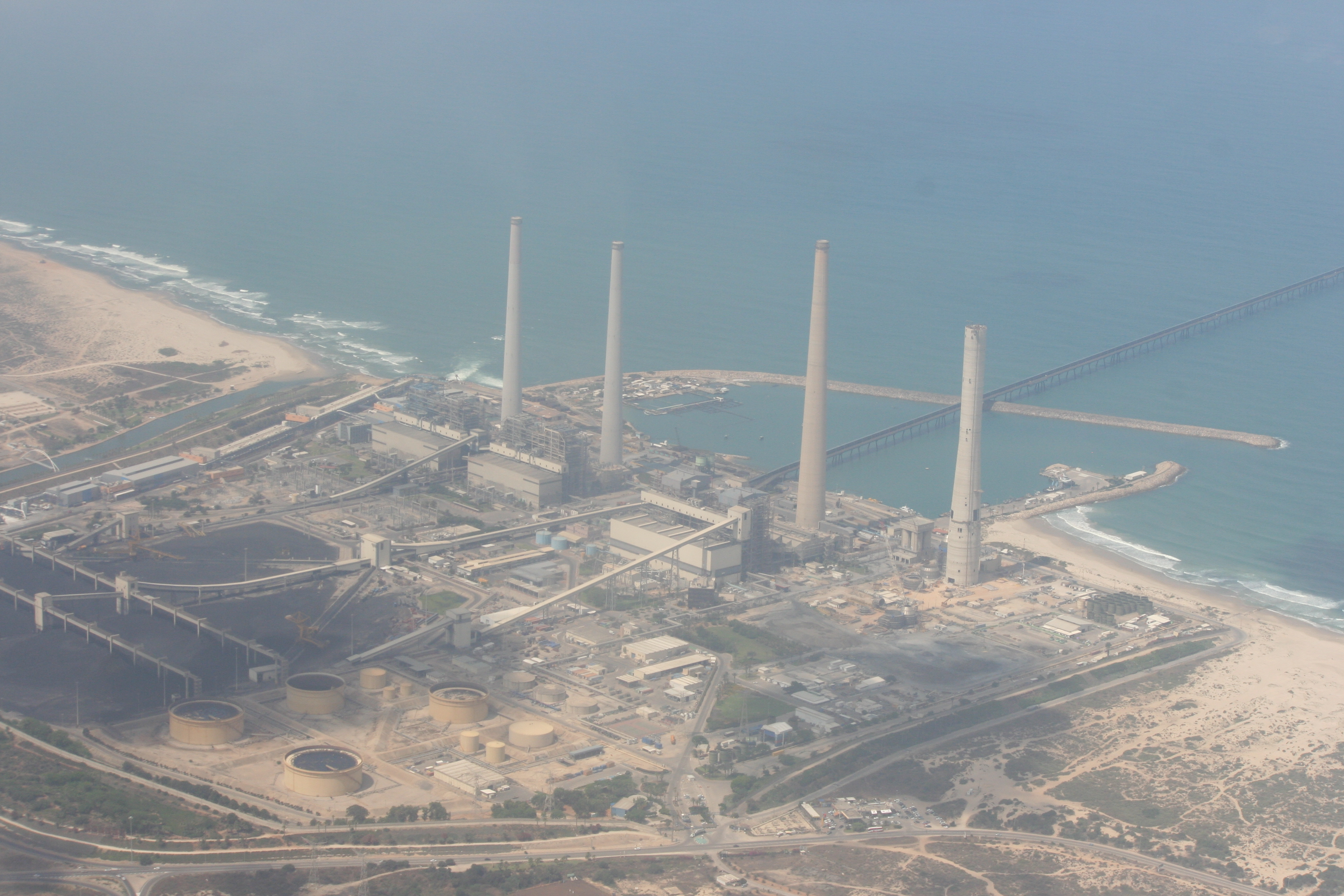
Самый крупный объект энергогенерации Израиля — электростанция Орот Рабин — 2590 МВт

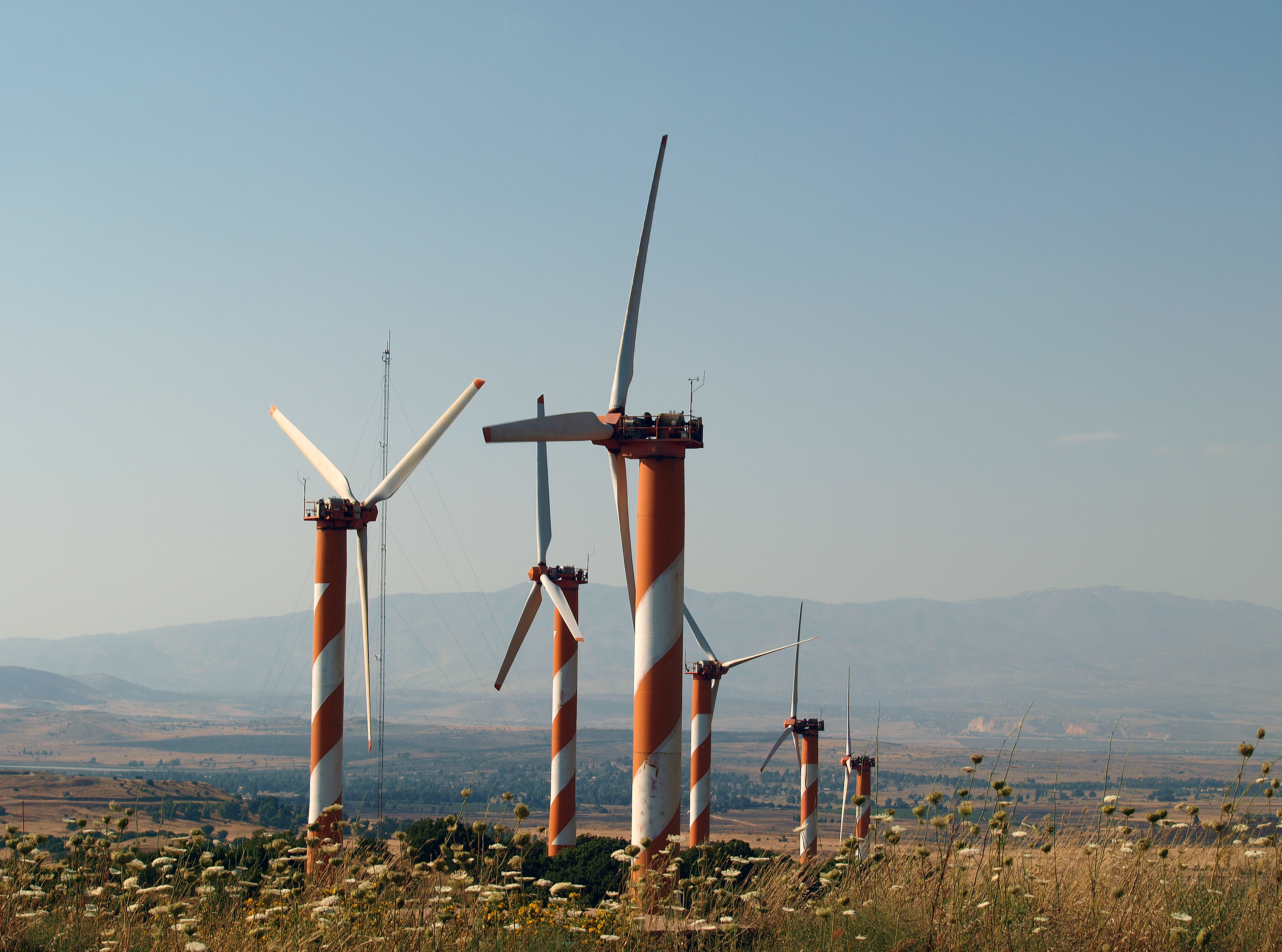
Golan Heights Wind Farm

Основные источники производства вторичной энергии — природный газ и нефть, за счёт которых удовлетворяются почти 80 % всех энергетических потребностей страны, а остальная часть покрывается за счёт закупок угля за рубежом. Для производства электроэнергии сегментарно используется также солнечная энергия и энергия ветра.
Израиль полностью обеспечивает собственные потребности в электроэнергии. В 2015 году было, по оценке, приводимой Всемирной книгой фактов ЦРУ, выработано 60,44 млрд кВт·ч и потреблено 52,78 млрд кВт·ч. Продано 5,2 млрд кВт·ч электроэнергии. В сфере электроснабжения долгие годы монополистом была Электрическая компания Израиля. С 2013 года началось производство электроэнергии в промышленных масштабах частными электростанциями, однако в первые годы они могли продавать электроэнергию потребителю только через посредника. В 2024 году потребитель получил возможность приобретать электроэнергию у любой из 18 компаний-производителей, частные компании заняли к этому времени 40 % рынка.
В ведении Электрической компании Израиля находятся 17 электростанций совокупной установленной мощностью на 2012 год 13 248 Мвт с выработкой электроэнергии в 2012 году 57,085 млн МВтч. Самые крупные энергетические объекты — пять прибрежных тепловых электростанций: две электростанции на угле Орот Рабин установленной мощностью 2590 МВт в Хадере и Рутенберг установленной электрической мощностью 2250 МВт в Ашкелоне, электростанция на мазуте Эшколь установленной мощностью 1699 МВт в Ашдоде, две электростанции на природном газе Рединг установленной мощностью 428 МВт в Тель-Авиве и Dorad power station установленной мощностью 840 МВт в Ашкелоне.
Солнечная энергетика Израиля — развивающаяся перспективная высокотехнологическая отрасль. Ketura Sun — первый коммерческий проект солнечной фотоэлектростанции установленной электрической мощностью 4,95 МВт. Построена в начале 2011 года компанией Arava Power Company возле кибуца Кетура. Из перспективных площадок можно отметить также проектируемую солнечную электростанцию Ashalim power station планируемой мощностью 250 МВт в пустыне Негев.
Mishor Rotem Power Station — электростанция установленной электрической мощностью 14 МВт, построенная возле месторождения Ротем в Негеве, работающая на горючих сланцах, добываемых в близлежащем карьере. Для питания электростанции требуется примерно 1,5 млн тонн сланца ежегодно. Очень важно, что производство налажено практически безотходно, а именно значительная часть золы, образующейся после процесса сжигания, используется в таких продуктах, как наполнитель для кошачьих туалетов.
Компания SDE Sea Waves Power Plant развивает направление электроэнергетики, использующее энергию морских волн. Компания установила уже 12 волновых электростанций по всему миру, в том числе один из пилотных проектов в порту Яффо.
Golan Heights Wind Farm на горе Бней-Расан — построена в 1992 году на Голанских высотах, 10 агрегатов общей установленной мощностью 6 МВт.

## Химическая промышленность
Химическая промышленность Израиля использует сырьё и материалы для производства медицинских и ветеринарных препаратов, лекарств, антикоррозийных материалов, азота, фосфатов, хлора, гидроксида натрия, полиэфирных смол, средства для защиты сельскохозяйственных продуктов от вредителей, регуляторов роста, ароматических добавок и т. д.

### Нефтепереработка, топливо, нефтехимия, пластмассы
К предприятиям нефтепереработка, топливо, нефтехимия и пластмассы относятся:
BAZAN Group— нефтеперерабатывающая компания, расположенная в Хайфском заливе, имеет крупнейшей НПЗ в стране с общей переработкой нефти мощностью около 9,8 млн тонн сырой нефти в год. Принадлежащая ей компания Carmel Olefins выпускает продукцию полимеров из олефинов — полиэтилен и полипропилен, которые являются ключевыми компонентами сырья в промышленности пластмасс. Компания имеет годовую производственную мощность 165 тыс. тонн полиэтилена и 450 тыс. тонн полипропилена, а её продукция потребляется в местной промышленности пластмасс (около 40 %) и идёт на экспорт в Европу.
Нефтяная компания Паз с Ашдодским нефтеперерабатывающим заводом.

### Производство удобрений, средств защиты растений, материалов промышленного назначения

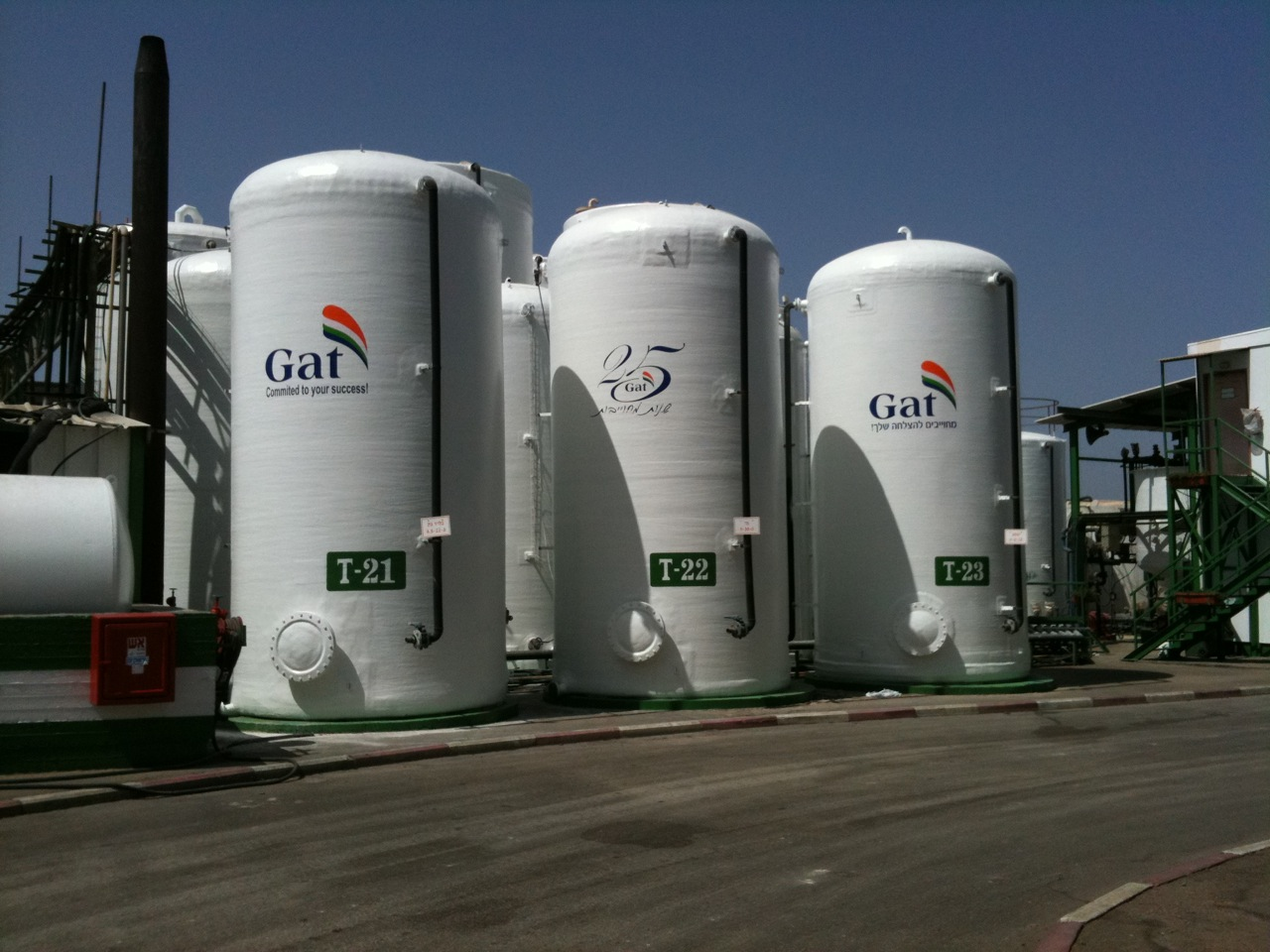
Ёмкости с удобрениями на заводе Gat

Компания Gat является международным производителем жидких и твёрдых удобрений, была создана в Кирьят-Гате в 1985 году. Особенностью компании является производство уникальных комплексных составов жидких удобрений NPK (азот, фосфор и калий). Преимущество использования жидких удобрений по сравнению с использованием твёрдых удобрений является их способность точного применения, происходит экономия водных ресурсов и контроль количества применяемых удобрений. Gat также производит удобрения на основе компоста, они предназначены для органического сельского хозяйства.
Завод ICL по производству удобрений был построен рядом с НПЗ Хайфа для использования отходов нефтепереработки в качестве сырья для производства удобрений в начале 50-х годов прошлого века. Завод Bromine Compounds был основан в 1978 году, его продукция в основном используется в сельском хозяйстве и промышленности. Это крупнейшее предприятие из основных производителей брома в мире, оно производит одну треть бромистого метила на планете. Завод производит также около семидесяти различных компонентов, используемых для производства пищевых продуктов, топливо, лекарства, краски, косметику, фотоматериалы, пестициды, химикаты очистки воды, промежуточные продукты для фармацевтической промышленности, химической промышленности и бурения нефтяных скважин. Заводы входят в группу Israel Chemicals, в которой задействовано около 12 тыс. сотрудников.

Компания Haifa Chemicals с 1966 года занимается производством удобрений для сельского хозяйства и химикатов для промышленности и для пищевых продуктов, владеет тремя заводами и одиннадцатью дочерними компаниями. Haifa Chemicals Ltd производит главным образом нитрат калия, фосфаты. Сырьё, используемое в производственном процессе компании, — калий, добываемый на Мёртвом море, фосфаты (добываемые в Негеве, а также импортируемые из месторождений Кольского полуострова на севере России) и аммиак (привозимый в Израиль).

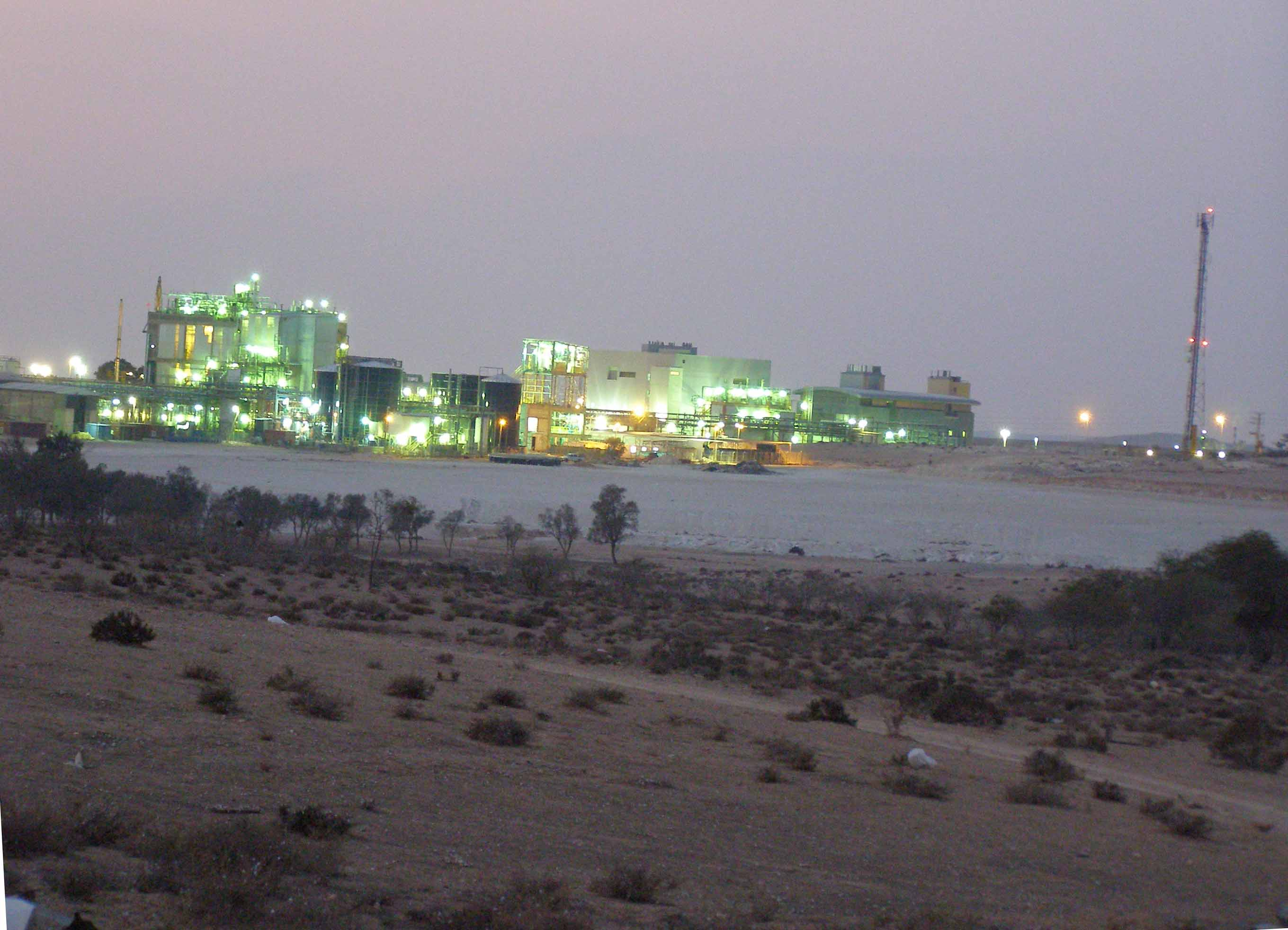
Промышленная зона Ramat Hovav

Неот-Ховав — промышленная зона из 19 химических заводов, в том числе Makhteshim Agan, Teva Pharmaceutical Industries, Israel Chemicals, завод по выпуску брома и другие.
Makhteshim Agan — компания по производству агрохимикатов (пестициды, гербициды, инсектициды и фунгициды), занимает седьмое место в мире в этой области, и входит в десятку крупнейших в Израиле с точки зрения рыночной стоимости. В компании работает около 4 тыс. человек и продаётся продукция на 2,4 млрд долларов в год.

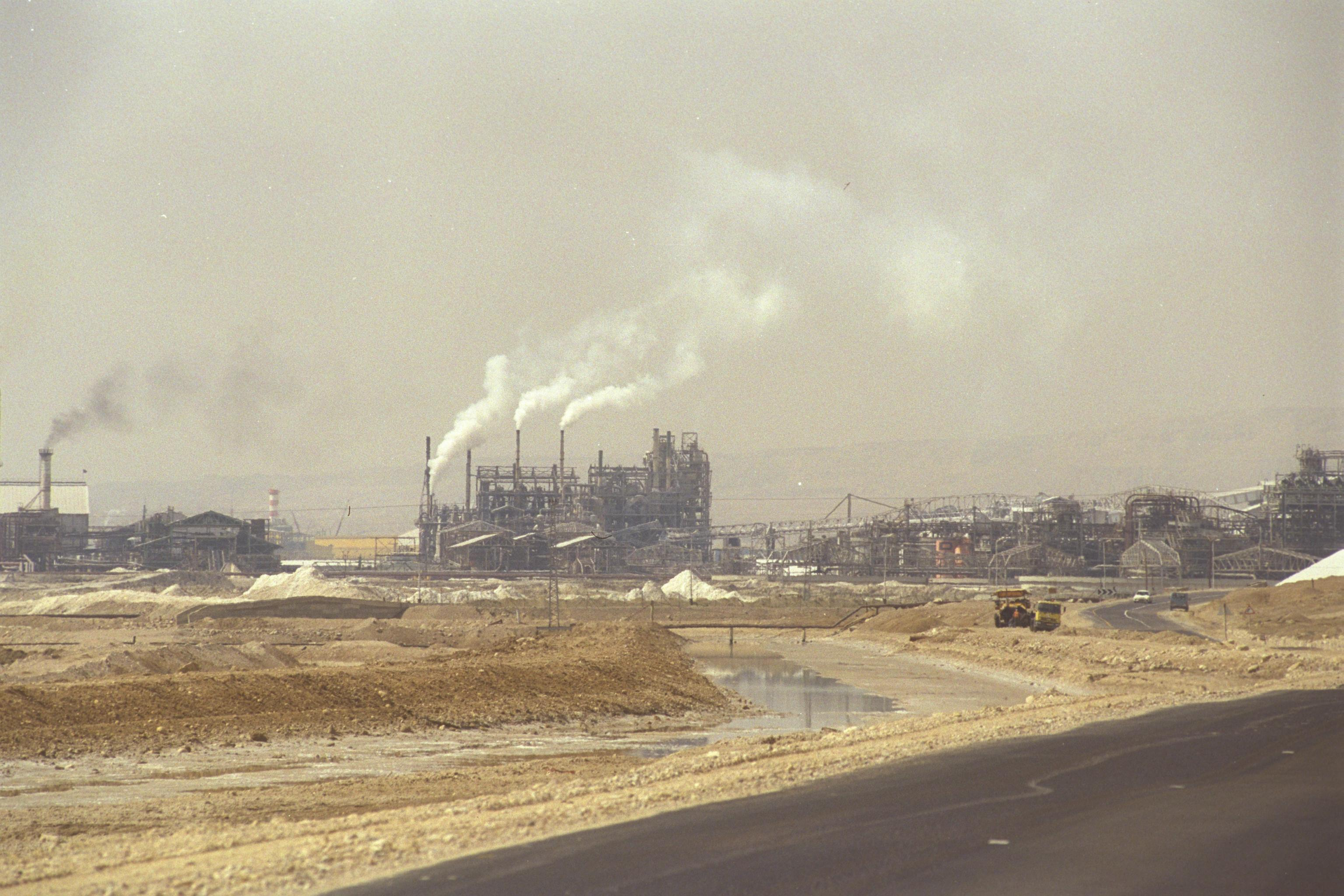
Заводы Мёртвого моря

Компания Dead Sea Works является четвёртым по величине в мире производителем и поставщиком продукции калийных удобрений. Компания также производит хлористый магний, соли для промышленного применения, антиобледенители, соли для ванн, соль поваренную пищевую, а также сырьё для косметической промышленности.
Компания Rotem Amfert занимается добычей фосфатов и их обогащением. Завод производит серную кислоту, фосфорную кислоту, сельскохозяйственные химикаты, фосфат, комплексные удобрения и специальные удобрения. Компания имеет три фабрики в Негеве, занято около 1200 рабочих. Объём потребляемого сырья около 3 млн тонн фосфоритов и производство около 1,6 млн тонн удобрений в год.
Компания Rotem Kanon занимается переработкой электроники на Голанских высотах. У компании есть два завода на Голанских высотах, на которых работает около 1500 человек. Объём переработанной электроники составляет около 5 миллионов устройств, таких как компьютеры и мобильные телефоны.

### Материалы для строительной отрасли
Компания Tambour, занимающаяся производством красок, покрытий и современных строительных материалов. Компания была основана в Израиле в 1936 году. Имеет производственные площадки в Акко, Гешере и Мигдаль-ха-Эмеке, штаб-квартира в городе Нетания. По состоянию на конец 2011 года в Tambour работало 686 рабочих.

### Фармацевтическая промышленность
Израиль имеет на своей территории мощную фармацевтическую промышленность, включая фармацевтического гиганта Teva (который является крупнейшим в мире производителем препаратов-дженериков), CTS и д-р Фишер.
В стране развита научно-исследовательская база, инновации в производстве лекарств.
Teva Pharmaceutical Industries — мировой лидер в производстве препаратов-дженериков, входящий в топ-10 крупнейших международных фармацевтических компаний. Научно-производственная база компании включает 44 завода по выпуску готовых лекарственных форм, 18 предприятий по производству химических субстанций и 15 научно-исследовательских центров. Линейка продукции включает 1480 наименований, распространяемых в 120 странах мира. Оборот компании в 2012 году достиг 20 млрд долларов.
Компания CTS Groupe работает с 1921 года, имеет три фабрики, производящие лекарственные средства, средства гигиены, решения в области сельскохозяйственной продукции и ветеринарное оборудование.
Группа компаний Dr. Fisher, основанная в 1965 году, считается одной из крупнейших работающих в Израиле в области косметической фармацевтики. Заводы Доктор Фишер — это около 800 занятых сотрудников. Каждый месяц предприятие производит пять миллионов единиц различных продуктов, в том числе по уходу за кожей, глазные капли, средства гигиены и пищевые добавки.
Группа компаний Neopharm производит лекарства, продаваемые без рецепта, и препараты для здоровья потребителя. Группа имеет 600 работников и годовой оборот 300 млн долларов.
Компания Pluristem Therapeutics занимается плацентарной технологией и созданием препаратов на основе стволовых клеток.
Perrigo — ведущая американская компания, имеющая филиал Perrigo Israel, который является одной из 25 крупнейших промышленных компаний в Израиле. Израильская компания владеет несколькими предприятиями, включая Farmagis, Chemagis, Careline, зарегистрированными брендами косметических товаров. Заводы производят товары для здоровья, косметические продукты, лекарства-дженерики, активные фармацевтические ингредиенты (API) и потребительские товары.
Компания Kamada специализируется на разработке, производстве и сбыте лекарственных средств через технологии очистки и разделения белков.

## Целлюлозно-бумажная промышленность
Компания Hadera Paper Group является лидером на рынке бумаги и бумажной продукции в Израиле. Компания была создана в 1951 году группой американских инвесторов. Основная продукция заводов Hadera Paper Group, находящихся в промышленной зоне города Хадера, — упаковочная бумага и гофрированный картон, бумажная продукция, абсорбирующие изделия для детей и младенцев, предметы женской гигиены. В компании и на её дочерних предприятиях работает около 2 тыс. сотрудников и валовый оборот составляет 2 млрд долларов в год.

## Текстильная промышленность, производство одежды и мебели
Основная статья: Текстильная промышленность Израиля

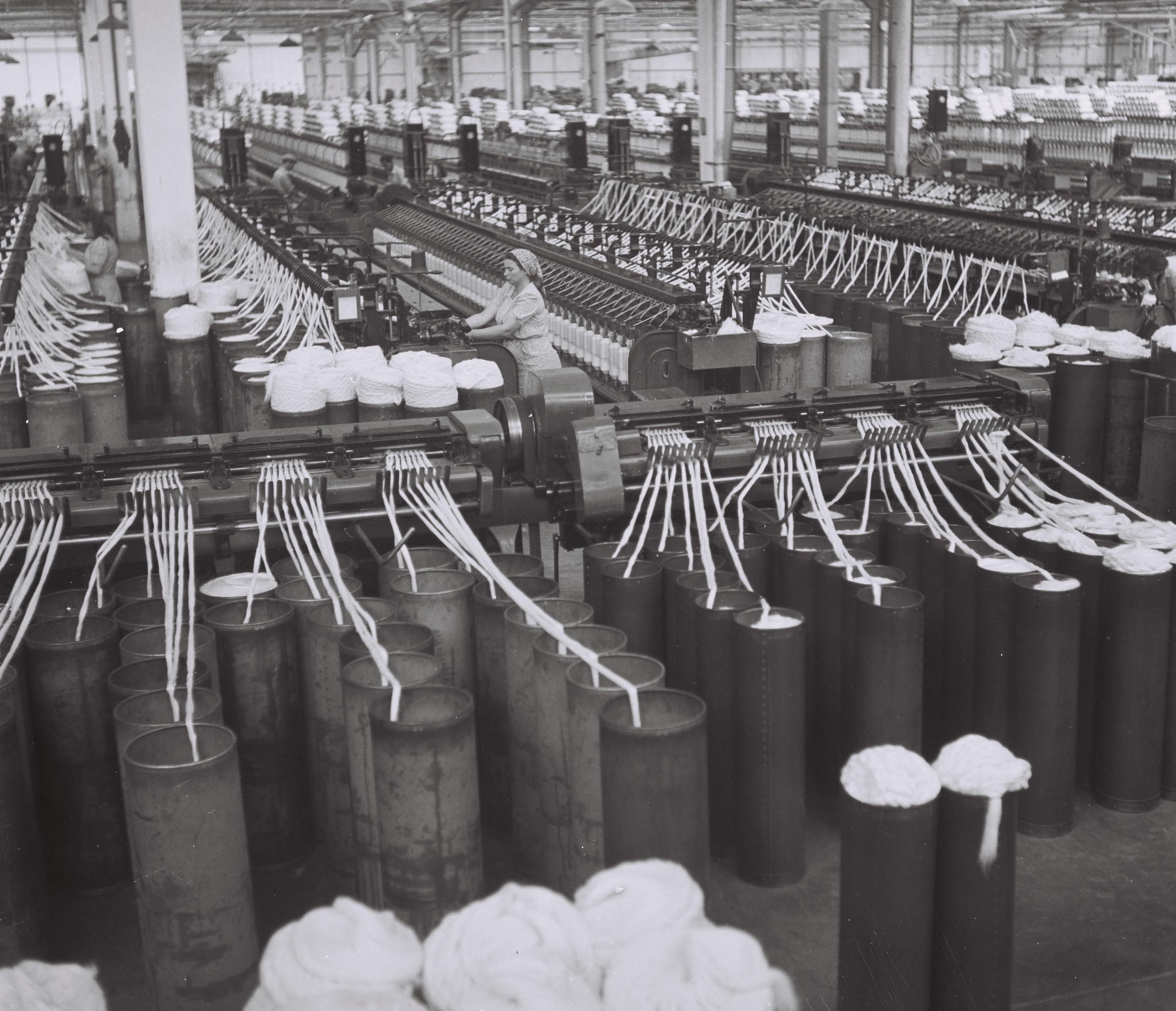
Текстильный завод Ata в Кирьят-Ата. 1947 год.

Корни отрасли текстильной промышленности Израиля укреплялись ещё в 20-х годах XX века. Серьёзное становление этой отрасли произошло в 60-е и 70-е годы, в течение которых на текстильных заводах уже работали тысячи сотрудников. В конце 70-х промышленность начала снижать показатели, в связи с растущей конкуренцией дешёвой рабочей силы за рубежом. Отрасль в 2009 году насчитывала 14 тыс. текстильщиков, многие из которых занимаются маркетингом продукции, производимой за рубежом. Промышленность включает производство сырья (ткани, нити и т. д.) и готовой продукции (одежды, постельных принадлежностей и т. д.). Экспорт израильского текстиля, одежды и продукции индустрии моды составил 1 млрд долларов в 2009 году.
Компания Gottex производит в Тель-Авиве купальники с 1949 года. Оборот группы Gottex составляет примерно 1,2 млрд долларов в год.
Компания Аминах расположена в мошаве Нир-Цви, где на площади более 30 тыс. м² расположены шесть заводов по производству и сборке матрасов, пружин, деревянных, металлических и полиуретановых изделий.
Компания Fox-Wiesel занимается дизайном, производством и продажей одежды и аксессуаров моды. Основана в 1942 году, в 2008 году имеет 200 розничных магазинов и множество фабрик, в которых задействовано почти 2 тыс. сотрудников.
Компания Tefron, основанная в 1977 году, занимает одно из лидирующих мест на рынке бесшовной спортивной одежды и нижнего белья. В компании работает 1500 человек.
Delta Galil Industries является текстильной фирмой со штаб-квартирой в Тель-Авиве с заводами по всему миру. Delta Galil Industries является производителем и продавцом швейной продукции для мужчин, женщин и детей. Компания была основана в 1975 году. Она производит мужское и женское нижнее бельё, бюстгальтеры, носки, одежду для новорожденных, одежду для отдыха, ночное бельё, трикотаж, эластичные ленты и отделку. Оборот в 2012 году составил 818 млн долларов. Сотрудники 7130 человек.
Nilit — международный производитель нейлона 6.6 (полиамиды) со штаб-квартирой в Мигдаль-ха-Эмек. Nilit имеет два подразделения. Nilit Fibers специализируется на полимеризации и текстурировании из нейлона 6,6 пряжи для текстильного производства. Nilit Plastics производит из нейлона 6,6, нейлона 6 (капрон) и соединений Polybutylene terephthalate литьё под давлением, монолитные детали, экструзии профилей и плёночные покрытия. Пластмассы затем используется для изготовления компонентов автомобилей, товаров народного потребления, изделий медицинского назначения и электроники. Nilit была основана в 1969 году. Сотрудники 1700 человек.

## Электроника
Израиль стал одним из центров развития производства электроники, компьютерной техники, оборудования для телекоммуникаций, в том числе военного профиля.
Компания Орботек в Явне, основанная в 1981 году, разрабатывает и производит автоматизированные системы оптического контроля качества для применения в производстве печатных плат, плоских панелей-дисплеев и сенсоров для кардиологического оборудования. В компании работает 1500 человек.
Компания Elop Electro-Optics Industries специализируется на разработке и производстве электро-оптических систем для обеспечения безопасности. Завод компании расположен в Реховоте и Кирьят-Вейцман.
Компания Tower Semiconductor производит полупроводники и интегральные микросхемы для электронной промышленности. Годовой оборот компании около 0,5 млрд долларов. Завод компании находится в Мигдаль-ха-Эмек.
В 1964 году Израиль стал первой страной, в которой создана дочерняя компания Motorola за пределами Соединённых Штатов. Motorola в Израиле считается одним из самых успешных филиалов компании Motorola и является партнёром во всех важных направлениях деятельности компании по всему миру. Motorola в Израиле специализируется на предоставлении уникальных коммуникационных решений в таких областях, как системы управления, создание системы терминалов мониторинга для почтовой службы, а также разработка продуктов и программных решений для беспроводных телефонов. Motorola построила сборочный завод в Араде. Это предприятие в настоящее время принадлежит Flextronics, но продолжает выпускать также продукцию и для Motorola.
Компания Mellanox,

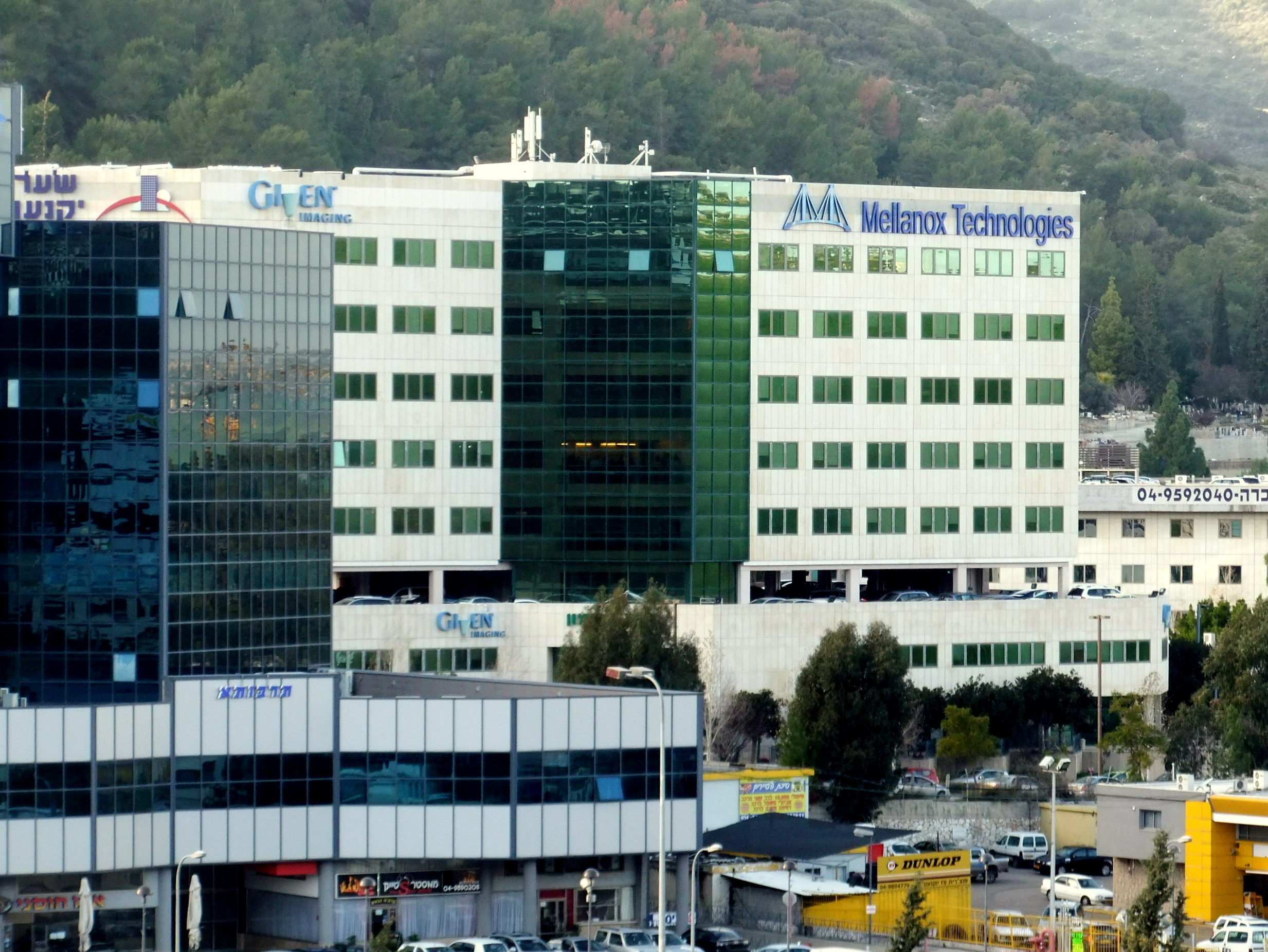
Производство Melanox в индустриальном парке Йокнеам

специализирующаяся на разработке и производстве электронных компонентов для быстрой передачи информации между серверами и системами хранения (Infiniband), имеет оборот 0,5 млрд долларов в год, содержит 1500 сотрудников, базируется в Йокнеам-Илит.
Компания Scailex Corporation специализируется на изготовлении изделий, систем и оборудования для графического дизайна, полиграфии и издательского рынка. Штаб-квартира и промпредприятия компании находятся в городе Герцлия.
Компания Freescale Semiconductor — американская компания, отделившаяся от компании Motorola в 2004 году, имеет производственную площадку в городе Герцлия и занимается разработкой и производством электронных компонентов.
RAD Group — объединение независимых компаний, занимающихся разработкой, производством и продажей сетевого и телекоммуникационного оборудования. Каждая компания функционирует отдельно, без участия головной компании, но развивается в рамках общей стратегии. RAD Data Communications является частной компанией, основанной в 1981 году и базирующейся в Тель-Авиве; разрабатывает и производит специализированное телекоммуникационное оборудование. Silicom — производит высокопроизводительные серверные адаптеры и устройства безопасности, основана в 1987 году. RADCOM — это оборудование для тестирования сетей и управления качеством услуг, основана в 1991 году. RADVISION — Производитель оборудования и разработчик технологий для передачи голоса, видео и данных в реальном времени, основана в 1992 году. Ceragon Networks — разработка и производство сверхвысокочастотных широкополосных цифровых радиорелейных систем передачи данных, основана в 1996 году.
Tadiran Telecom Ltd — это частная компания, занимающаяся производством автоматических телефонных станций под торговой маркой Coral и FlexiCom, ранее входившая в концерн Tadiran Ltd, компания имеет 6 крупных и 35 территориально-распределённых сервисных центров и 200 бизнес-партнёров по всему миру.
Компания Tadiran Holdings Ltd осуществляет свою основную деятельность в сфере электротоваров и систем кондиционирования посредством компании Tadiran Group Ltd.
См. также Израильская кремниевая долина

## Аэрокосмическая индустрия

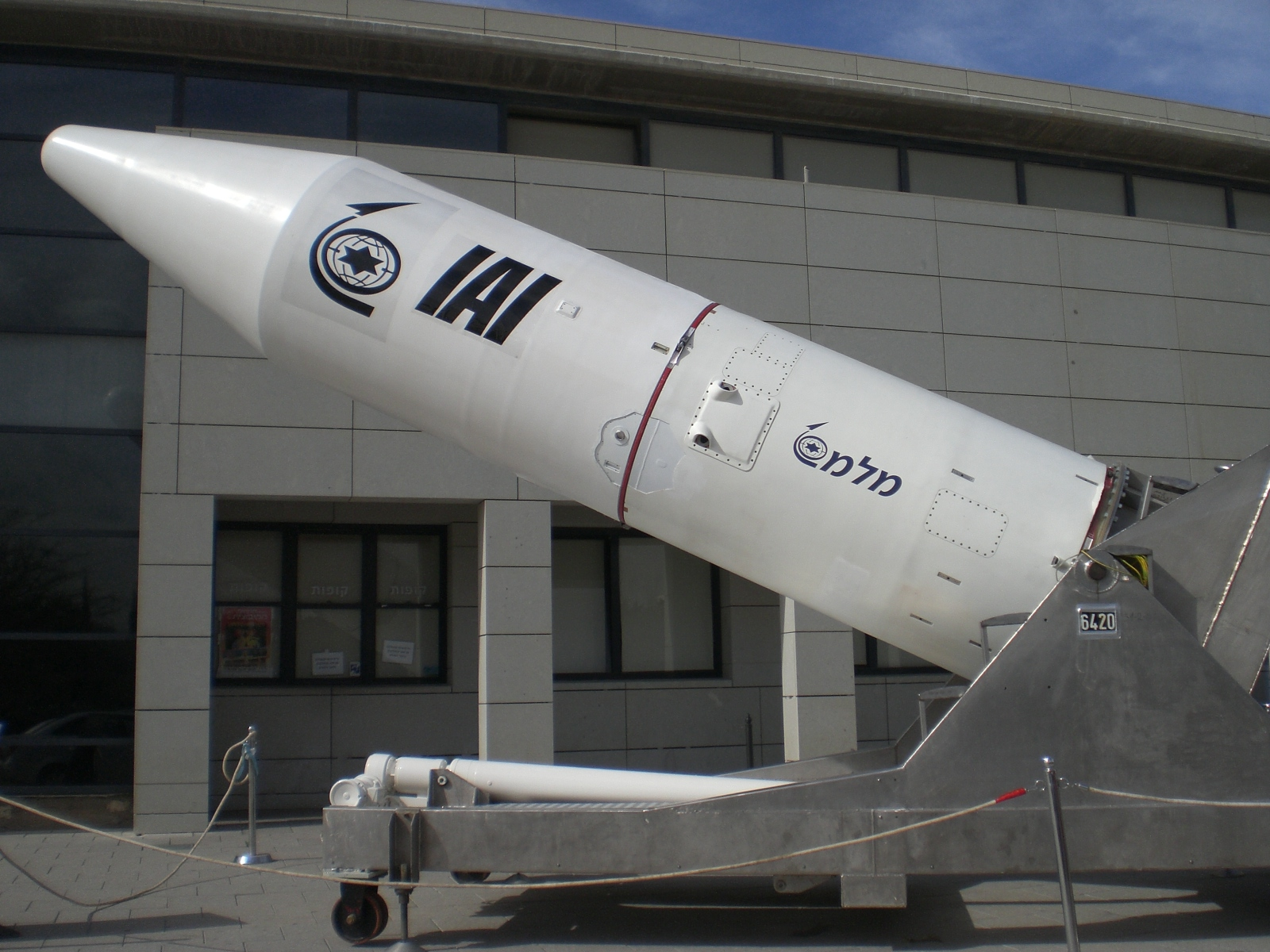
Шавит — ракета для запуска космических аппаратов от IAI. 2009 год.

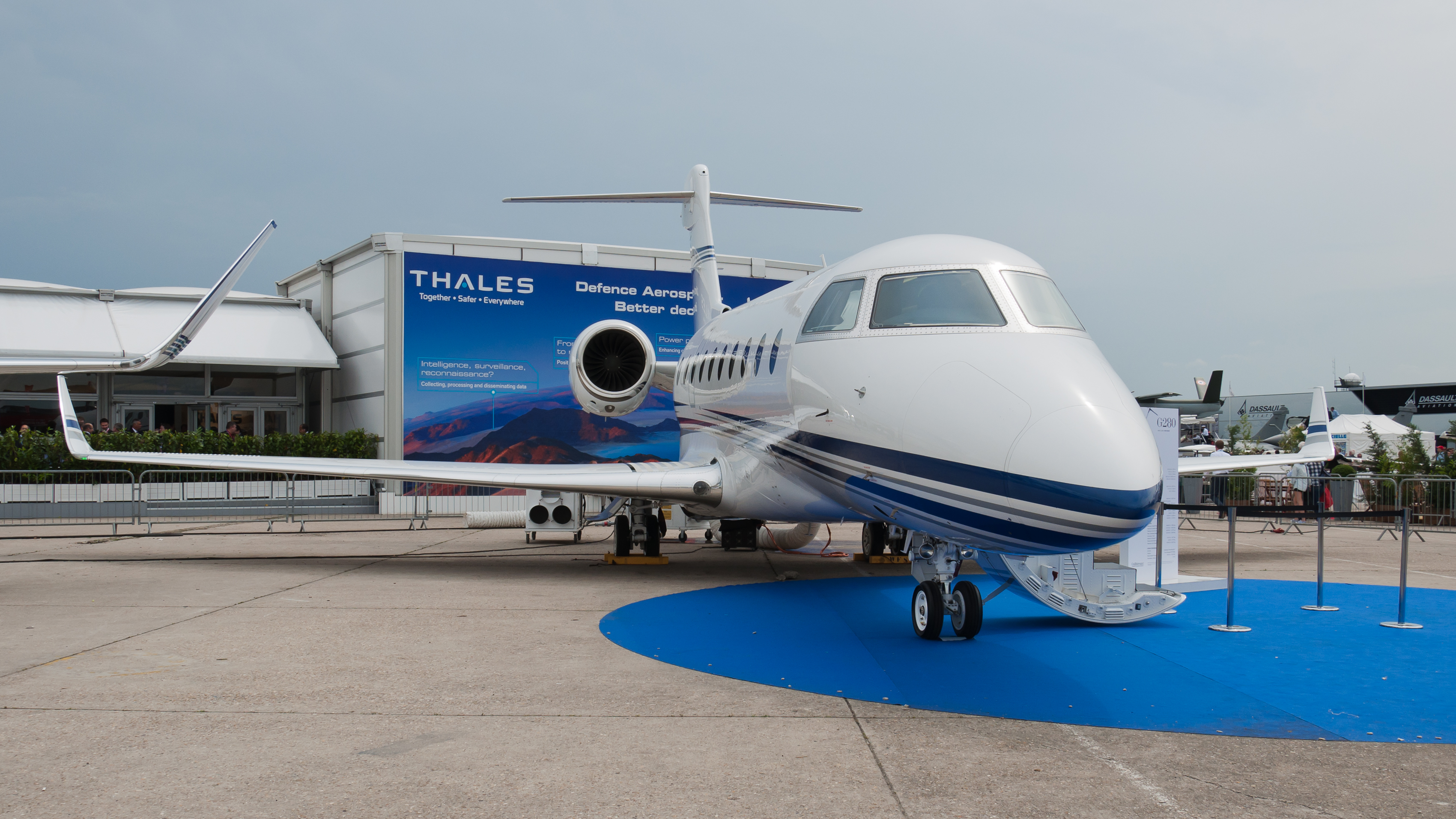
Самолёт Gulfstream G280 — совместная разработка IAI c Gulfstream. 2013 год.

Основным производителем аэрокосмической и авиационной техники в Израиле является государственная корпорация Israel Aerospace Industries. Кроме военных истребителей и БПЛА также проектирует и строит корабли гражданской авиации (в том числе для самолётов Gulfstream) и выполняет техническое обслуживание и реконфигурации военных и гражданских самолётов иностранного производства. Кроме того, госкомпания работает по ряду ракет, авионики и космических систем. Осуществляет также производство всех наземных систем, связанных с космосом и авиацией. В корпорацию входят следующие подразделения: Bedek Aviation Group, Commercial Aircraft Group, Military Aircraft Group, Systems, Missiles & Space Group. Спутниковая группировка, изготовленная Israel Aerospace Industries: EROS-А1, EROS-B, EROS-C, AMOS 1, AMOS 2, AMOS 3, Амос-4, Амос-5, AMOS 6, Ofeq 1, Ofeq 2, Ofeq 3, Ofeq 4, Ofeq 5, Ofeq 6, Ofeq 7, Ofeq 8 (TecSar), Ofeq 9, RISAT-2.

## Оборонная промышленность

Производство стрелкового оружия в Israel Military Industries. 1955 год.

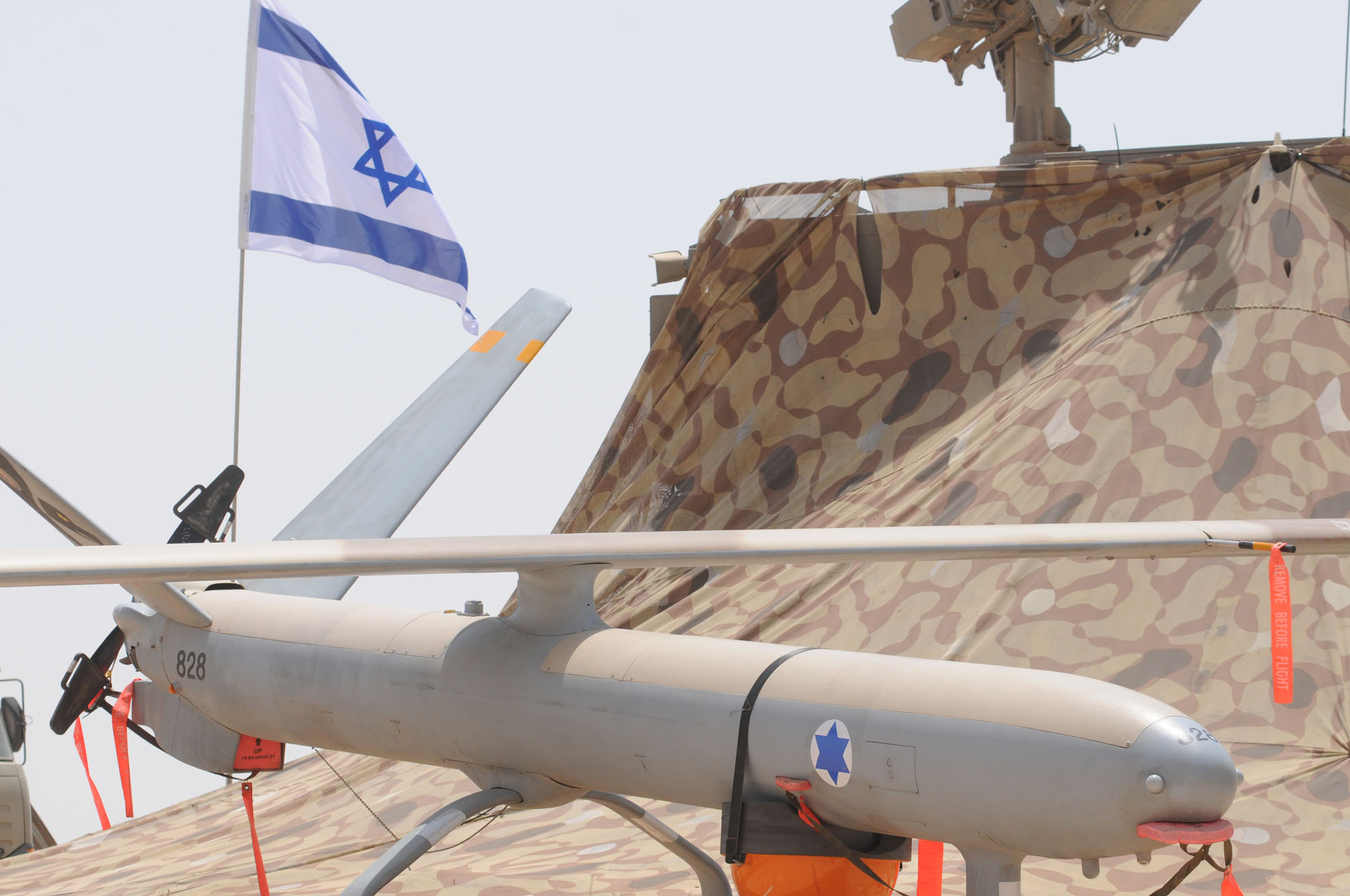
Беспилотник Hermes 450 от Elbit

Одним из важных направлений в промышленности в Израиле является оборонная промышленность. Порядка 80 % производимой Израилем продукции военного назначения идёт на экспорт.
В 2012 году страна достигла рекордного оборонного экспорта — 7,47 млрд долларов. Израильские военные инженеры достигли практического совершенства в проектировании и изготовлении беспилотных летательных аппаратов, специализированной электроники, ракетной техники, боеприпасов и некоторых видов стрелкового оружия.

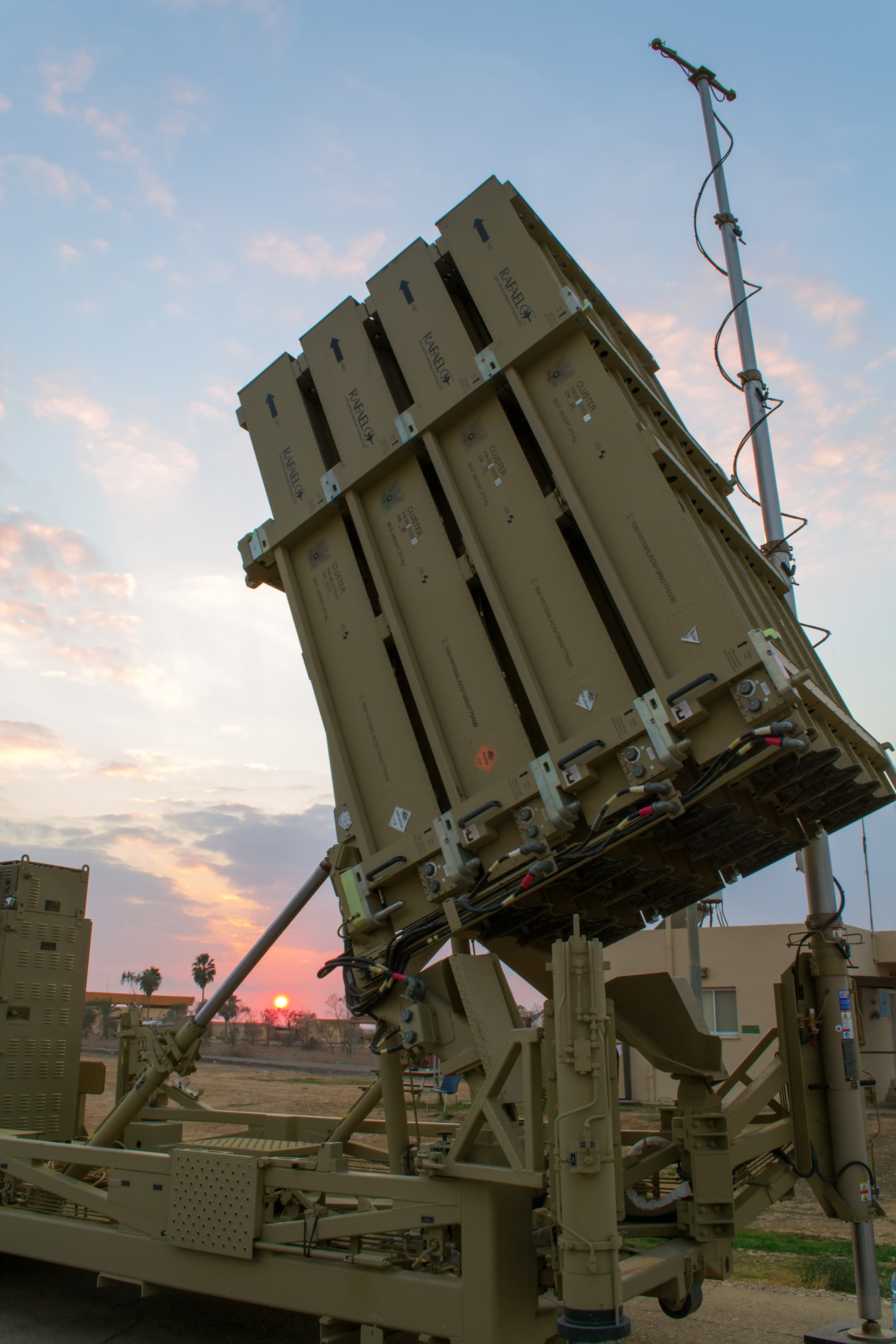
Пусковая установка системы Железный купол от Rafael

Компания Aeronautics Defense Systems разрабатывает и производит средства и системы вооружения, в частности — военные и коммерческие беспилотные летательные аппараты, системы обеспечения безопасности, дислоцируется в Явне, работают 750 сотрудников.
Компания Elbit Systems специализируется в разработке и модернизации различных видов вооружения: систем беспилотных летательных аппаратов, авионики, радиолокации, наведения в артиллерии и ракетной техники. Самый крупный частный оборонный концерн в Израиле, в котором трудится более 12 тыс. человек.
Mikal Group входит в Elbit Systems и работает в области вооружений, состоит из трёх дочерних компаний.

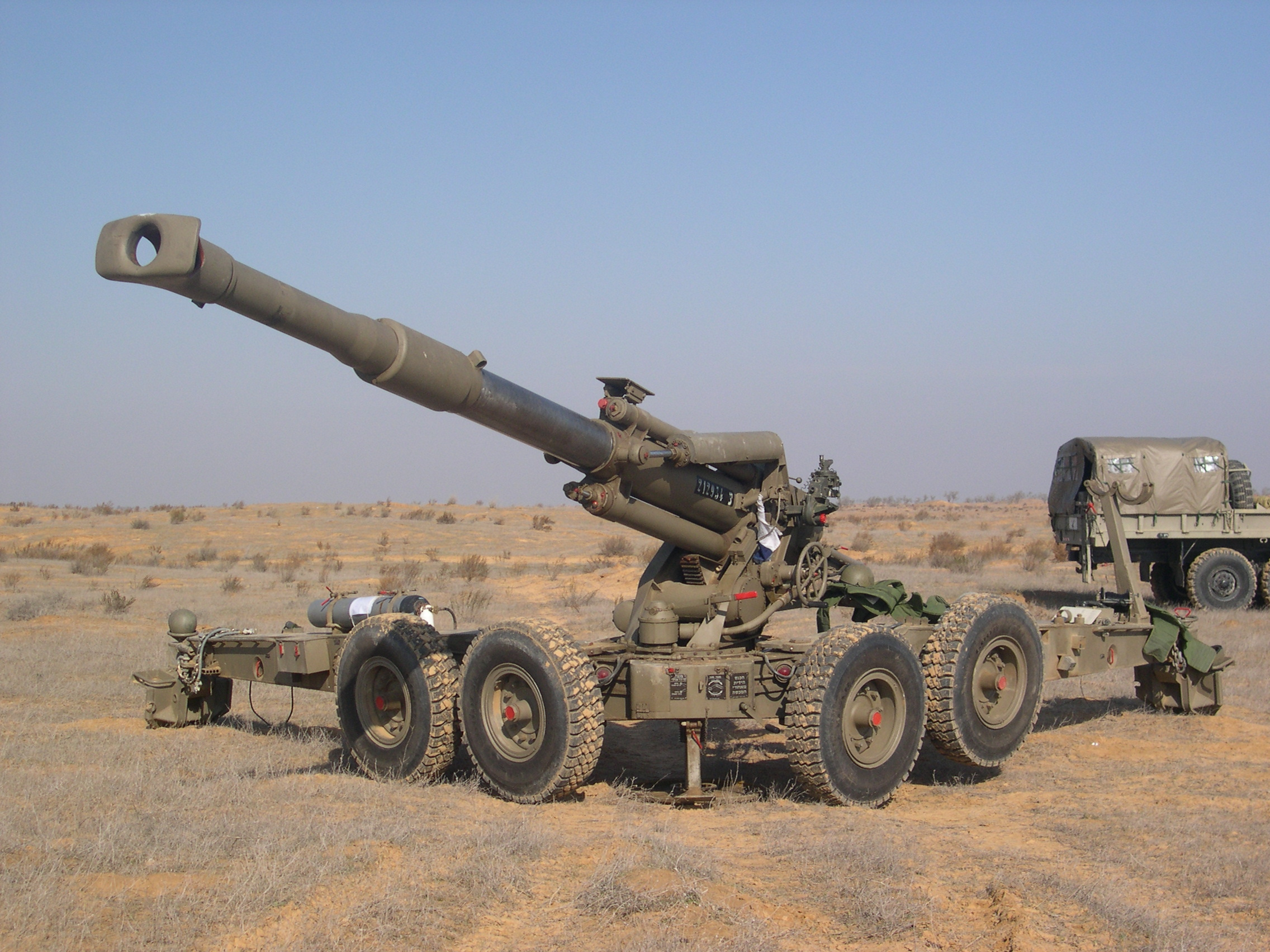
Soltam M-71

Солтам — Soltam Systems Ltd. — израильская компания, производитель артиллерийского вооружения, миномётов и артиллерийских боеприпасов. Создана в 1950 году. В 2010 году была куплена компанией Elbit Systems. Завод по производству артиллерийского вооружения и боеприпасов расположен в городе Йокнеам.
Группа Elisra проектирует и производит электронные системы коммуникации, системы отслеживания и контроля ракет, радары и лидары. В состав группы входят три компании: Elisra Electronic Systems Ltd., Tadiran Electronic Systems Ltd. и Tadiran Spectralink Ltd.

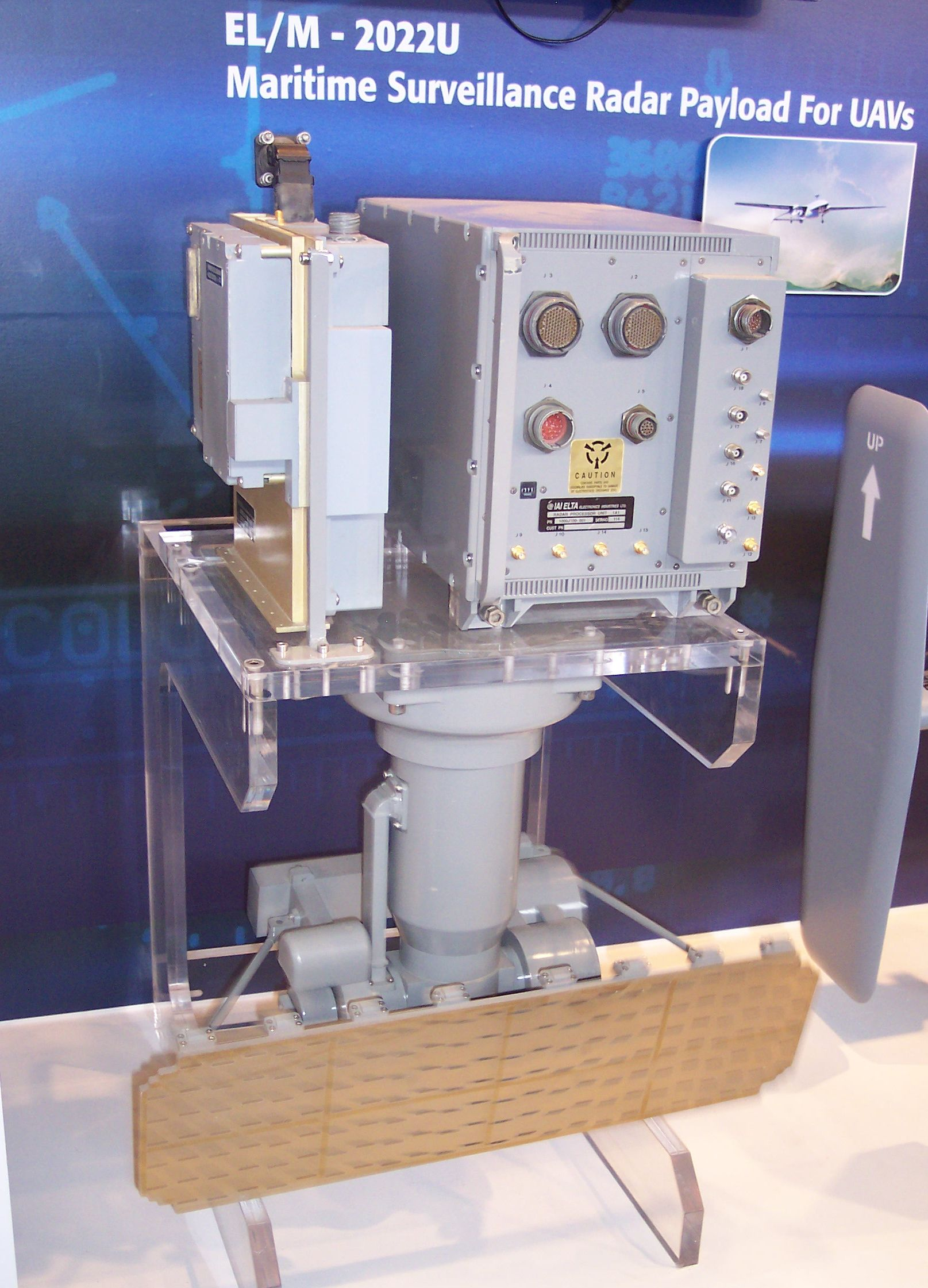
EL/M-2022U, радар ELTA для БПЛА

ELTA Systems является дочерней компанией Israel Aerospace Industries, специализирующийся на радиолокационных средствах, системах радиосвязи, радиоэлектронной разведки, радиоэлектронного противодействия.
Предприятие BlueBird Aero Systems специализируются на разработке и производстве тактических беспилотных систем. Компания была создана в 2002 году. Штаб-квартира компании находится в Кадима-Цоран.
Компания E.M.I.T. Aviation, специализирующаяся на разработке и производстве тактических беспилотных систем, была создана в 1986 году. Штаб-квартира компании находится в Кадима-Цоран.
Фирма Innocon специализируется на разработке и производстве тактических беспилотных систем. Создана в 2001 году, штаб-квартира компании находится в г. Холоне.

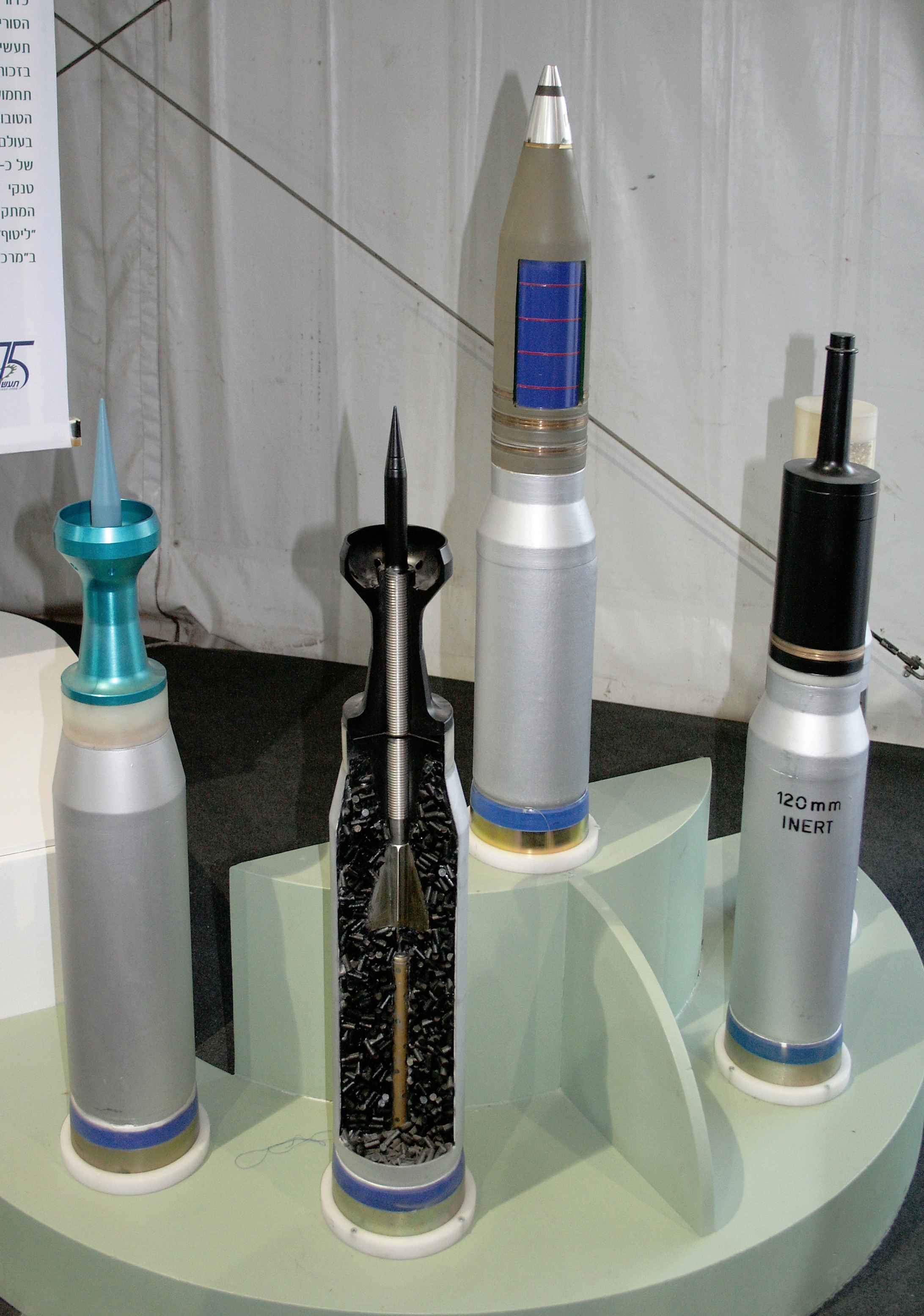
120-мм снаряды IMI

Israel Military Industries — военная государственная корпорация, производящая системы вооружения, боеприпасы, а также ракеты и бронетехнику. Основной поставщик вооружений для Армии обороны Израиля. Число занятых 3200 человек, оборот 650 млн долларов, расположение Рамат-ха-Шарон.

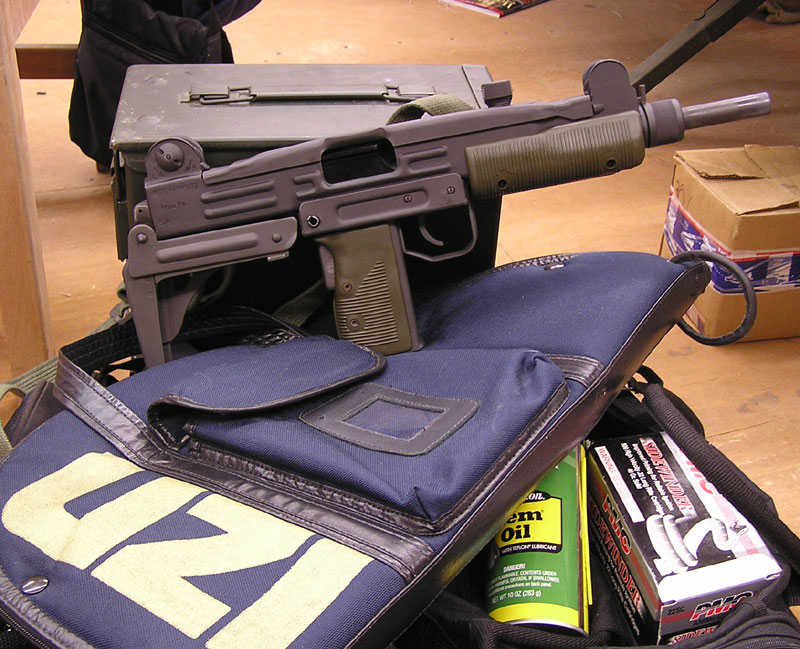
Пистолет-пулемёт Uzi от IWI

Israel Weapon Industries — производство стрелкового оружия. Основными потребителями продукции являются израильские спецслужбы и Армия обороны Израиля. Год основания 2005. Расположение — Рамат-ха-Шарон.

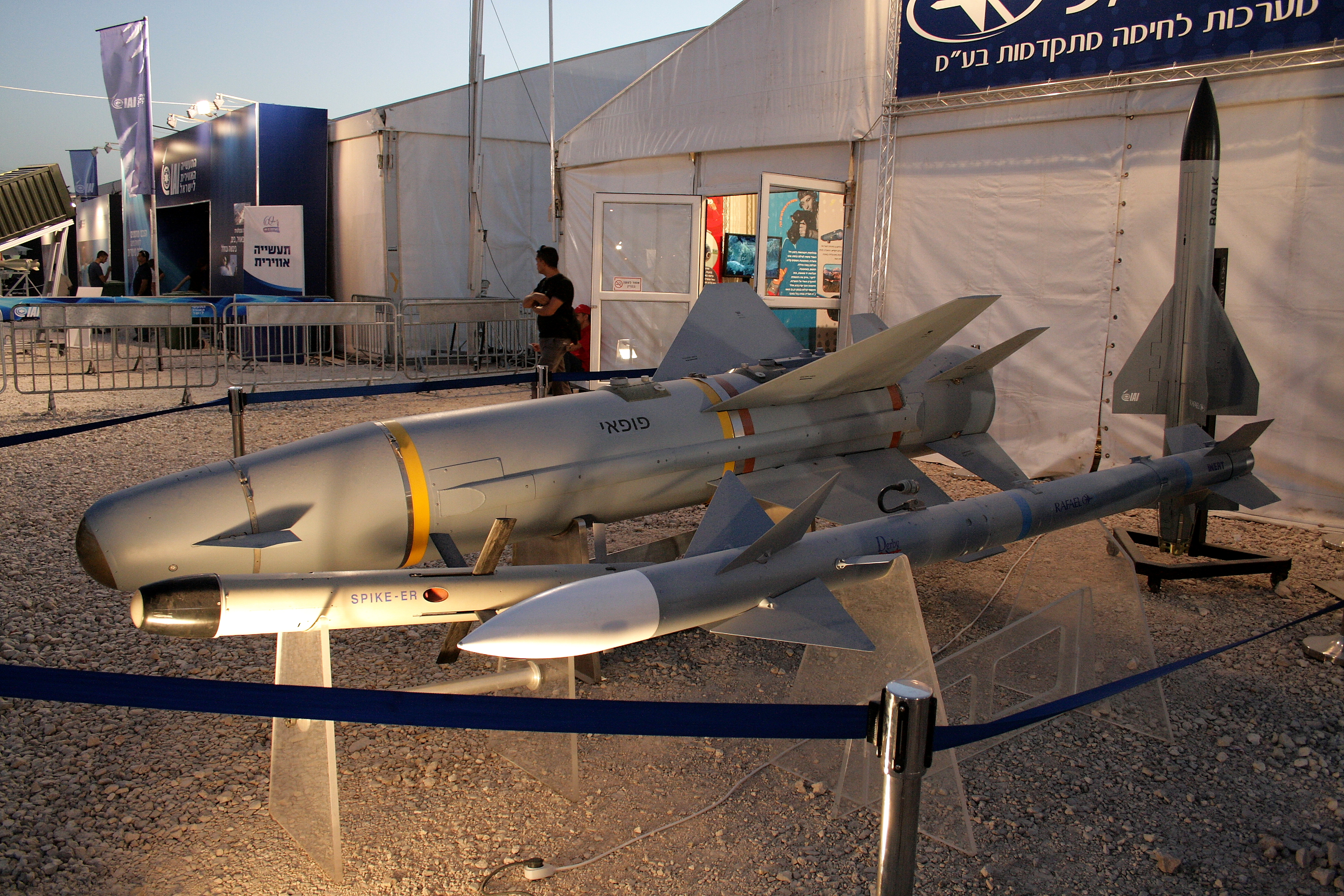
Ракетное оружие от Rafael

Rafael Advanced Defense Systems Ltd. производит ракетное оружие, противотанковые ракетные комплексы, зенитно-ракетные комплексы, ручные противотанковые гранатомёты, беспилотные летательные аппараты, дистанционно управляемые катеры, системы активной защиты бронетанковой техники. Создана в 1958 году. В компании работает 6 тыс. человек и она имеет оборот более 1 млрд долларов в год.
Компания Tadiran Ltd основана в 1958 году в составе военно-промышленного комплекса Израиля. Подразделение Tadiran Communications Ltd, занимающееся производством аппаратуры военного назначения, выкупленное в 2008 году компанией Elbit Systems, обеспечивает поставку на внутренний рынок и в армию США коммуникационных систем для ракет.
Фирма Top I Vision специализируется на разработке и производстве военных и коммерческих летательных аппаратов — самолётов, аэростатов и вспомогательных систем. Компания была создана в 1996 году. Базируется в Ринатии.
Предприятие Urban Aeronautics специализируется на разработке и производстве военных и коммерческих беспилотных летательных аппаратов с вертикальным взлётом и посадкой. Компания была создана в 2001 году. Базируется в Явне.

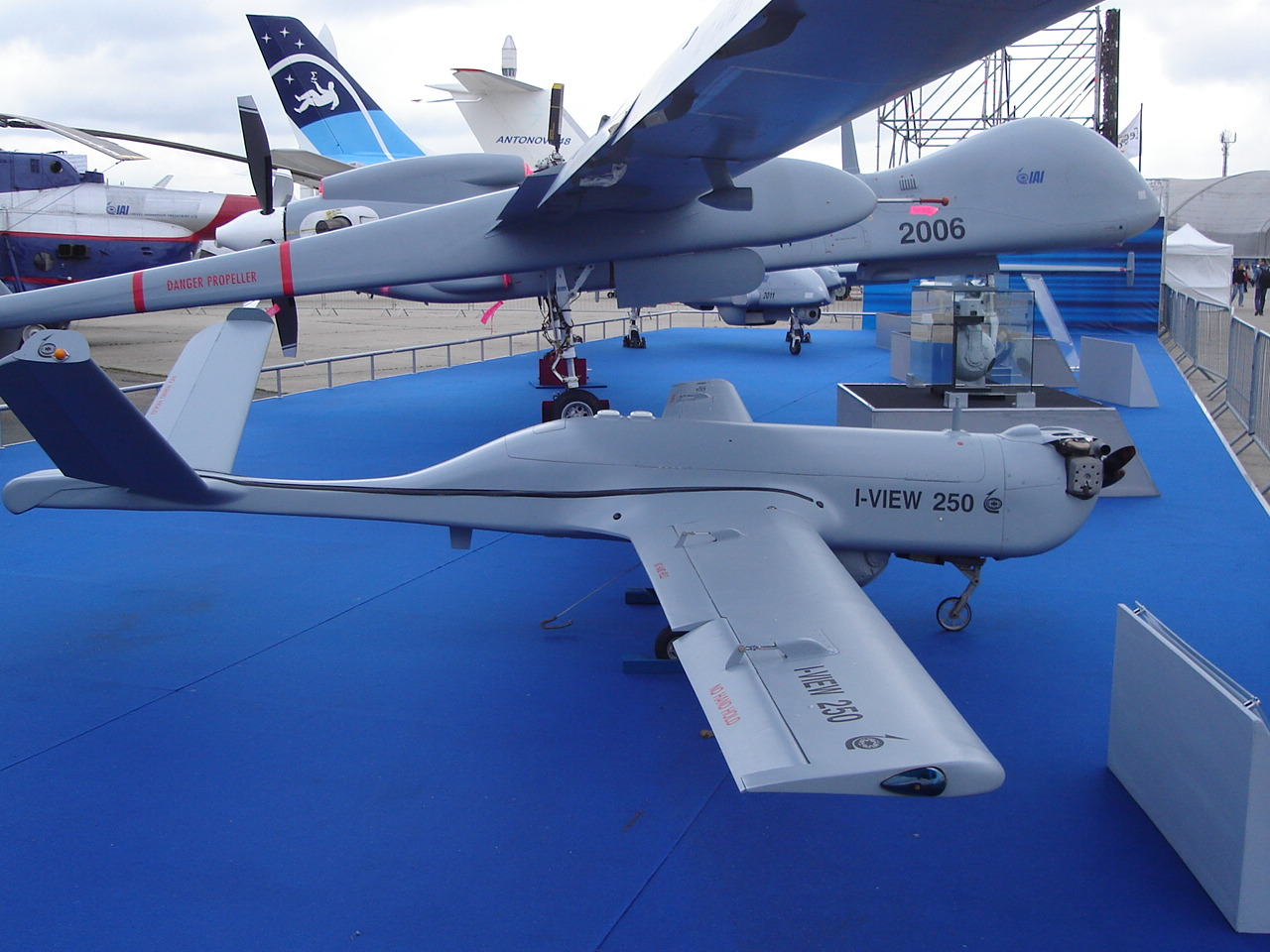
БПЛА производства IAI на выставке в Париже 2007 года

IAI (Israel Aerospace Industries) — израильский концерн, основной офис находится в аэропорту Бен-Гурион. Компания основана в 1953 году. Производство авиатехники и авионики, выпуск приборов и оборудования для космических спутников, связи и разведки. Один из ведущих в мире разработчиков и производителей беспилотных летательных аппаратов. Число работающих 16 тыс. человек. Оборот концерна 3,4 млрд долларов на 2011 год.

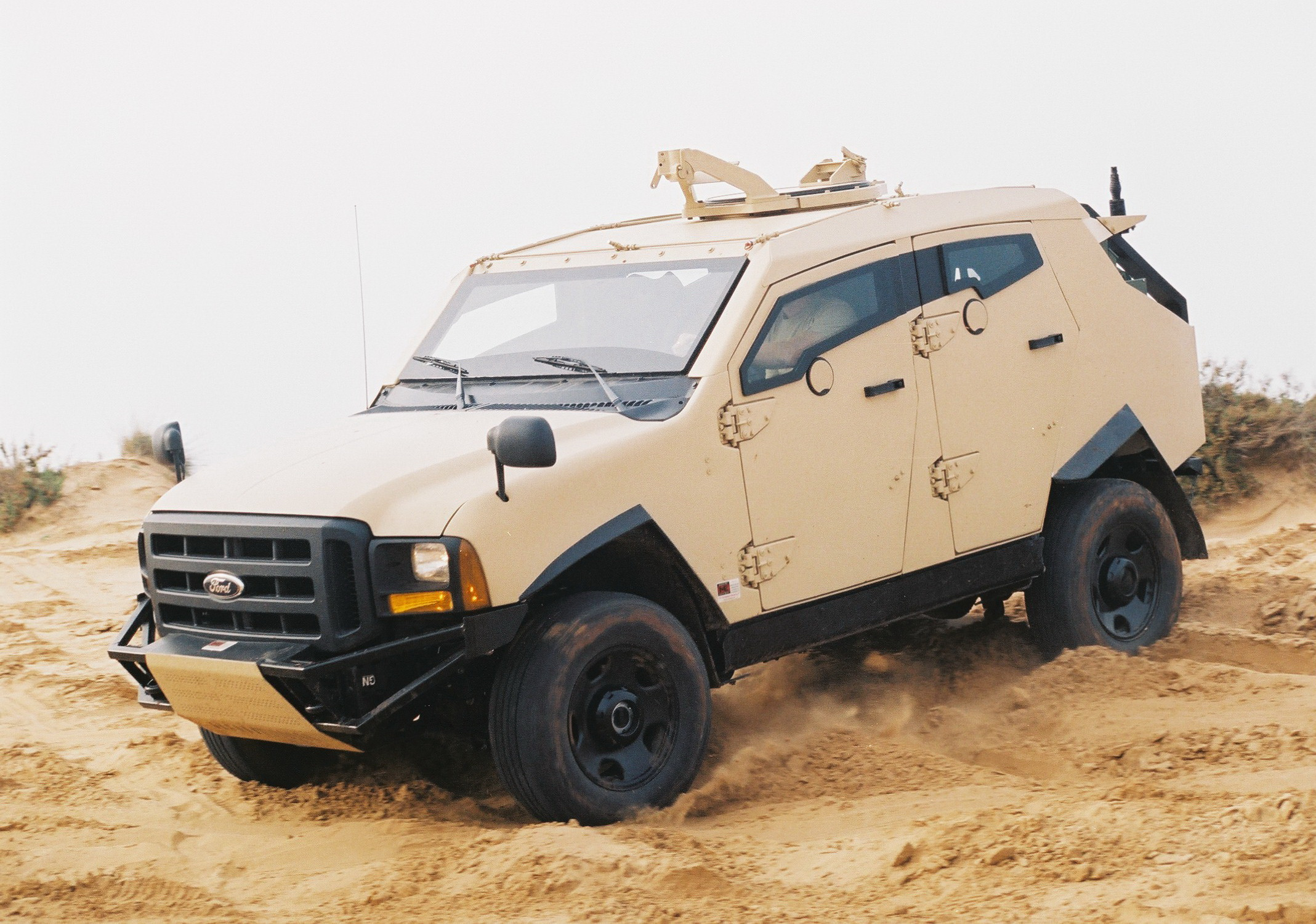
Plasan Sand Cat с композитной бронёй

Компания Israel Shipyards является одной из крупнейших судостроительных и судоремонтных верфей в восточной части Средиземного моря. Продукты: ракетные катера, патрульные катера, буксиры, многоцелевые лодки и краны. Основана в 1959 году, работает 378 сотрудников. Предприятия компании расположены в Кишон-Порт (часть комплекса Порта Хайфа) и включают в себя плавучий сухой док на 20 тыс. тонн грузоподъёмности.
Компания Plasan создана в 1985 году. Она разрабатывает, производит и собирает на заказ бронированные автомобили, а также дополнительные защитные комплекты брони для лёгких военно-тактических грузовиков и самоходных установок, самолётов и вертолётов, грузовых транспортных средств и является основным поставщиком бронежилетов для военного персонала. Plasan расположен в кибуце Саса. Сотрудники 1600 человек.
Компания Elop Electro-Optics Industries разрабатывает лазеры, тепловизионные боевые системы для бронетехники, системы космического наблюдения и системы дисплеев для самолётов. Завод компании расположен в Реховоте и Кирьят-Вейцман.

## Пищевая промышленность
Пищевая промышленность Израиля — это старейшая отрасль, которая на протяжении многих лет обеспечивала население в стране полным ассортиментом пищевых продуктов. Расцвет пищевого сектора связан исторически с производством консервов для британской армии во время Второй мировой войны.
В начале XXI века в Израиле пищевая промышленность, виноделие, табачная промышленность являются самыми стабильными отраслями в стране.
Крупнейшие пищевые предприятия в стране: «Элит», «Хадар» (кондитерские изделия), «Осем» (пищевые концентраты, макаронные и кондитерские изделия), «Вита» (пищевые концентраты, варенье), «Телма» (пищевые концентраты, приправы и соусы, маргарин), Зогловек, Ход лаван, Мааданей Иехиам (колбасные изделия), Тнува, Штраус (сыры и молочные изделия), «Сан-Фрост» (свежезамороженные овощи и овощные полуфабрикаты). Первичная обработка и расфасовка сельскохозяйственной продукции осуществляется отделениями фирмы Тнува по всей стране. Производство вин разных сортов сосредоточено в Ришон-ле-Ционе, Зихрон-Яакове и Иерусалиме.

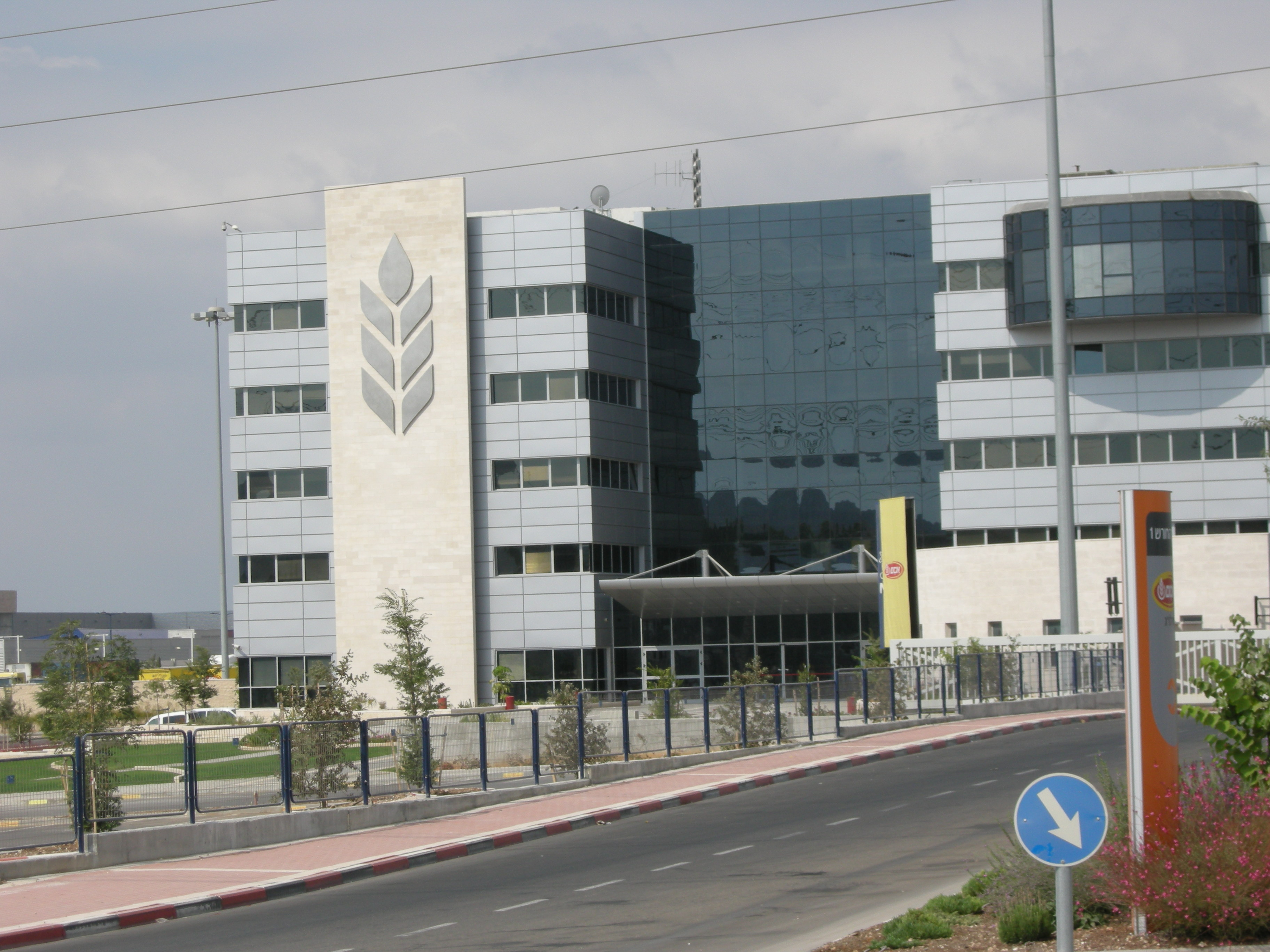
Завод Osem в городе Модиин

Osem Investments Ltd. является одним из крупнейших производителей пищевых продуктов и дистрибьюторов в Израиле. Компания входит (51 % акций) в группу Nestlé SA из Швейцарии. Продукты: кофе, макароны, сухие завтраки, кондитерские изделия. Сотрудники: 4707 человек. Основана компания в 1942 году. Штаб-квартира находится в городе Петах-Тиква. Все продукты Osem, произведённые в Израиле, делаются под надзором кошерной службы Главного раввината Израиля, многие из них сертифицированы ортодоксальной еврейской общинной организацией Edah HaChareidis.
Granot Central Cooperative Ltd контролирует 20 заводов и компаний, принадлежащих 42 кибуцам в прибрежных и центральных регионах Израиля. Направления деятельности — сельское хозяйство (авокадо, цитрусовые, коровники, птицы), промышленность (комбикормовые заводы, производство продуктов питания, развитие технологии семеноводства, хранение продуктов в холодильнике).

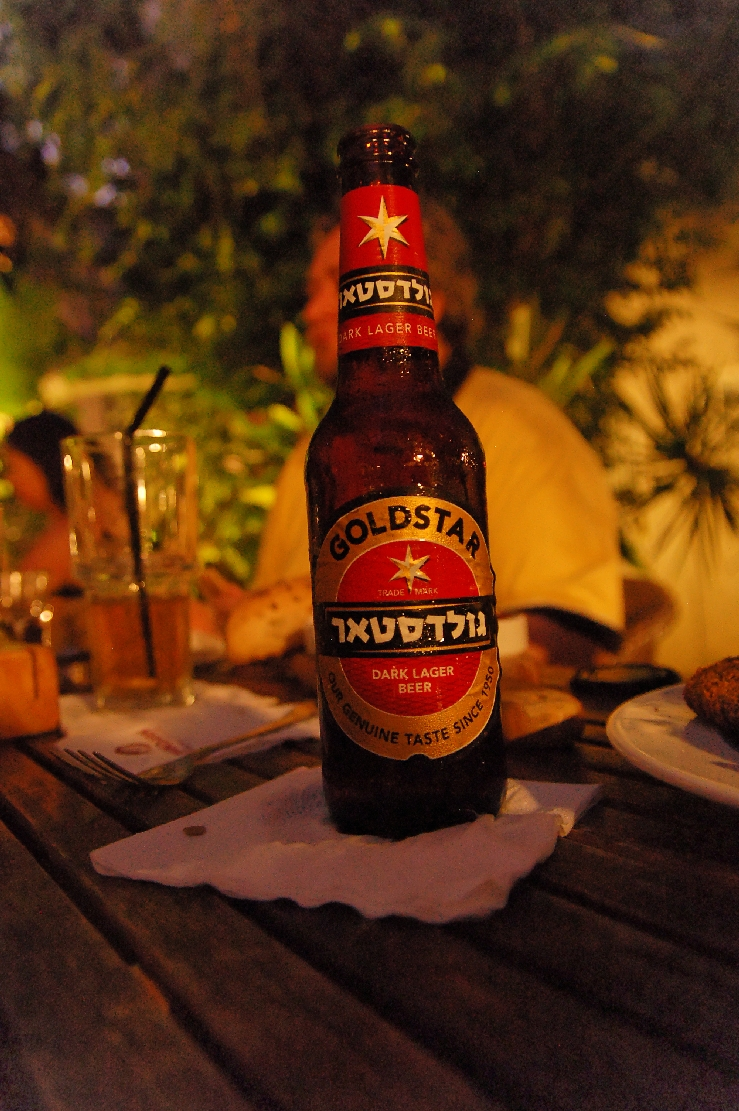
Голдстар — самая продаваемая марка пива в Израиле. Крепость — 4—4,9 %. Охват израильского рынка — примерно 33 %.

Годовой доход около 3,5 млрд шекелей. Granot был признан в 2007 году в качестве одного из крупнейших кооперативов в мире. Основан в 1940 году. Сотрудники — 12 тыс. человек.
Soglowek — это фабрики для мясных продуктов в Нагарии, технологические линии для говядины, бойни птицы и мясокомбинат в Шломи. Предприятие Soglowek было создано в 1990 году и производит заменители мяса на основе белков растений. Работает фабрика по производству теста. Основание — 1937 год.
В Neto Group входят несколько фабрик и заводов. Фабрика Тиббон-Виль — мясоперерабатывающее предприятие, производящее мясные консервы. Завод расположен в Кирьят-Малахи. Фабрика Williger — переработка и сбыт рыбных консервов, переработка и сбыт лосося. Завод расположен в Кирьят-Малахи. Фабрика Delidag — переработка и сбыт свежей и замороженной рыбы и рыбной продукции. Завод расположен в Бейт-Шеан. Завод по производству и продаже пиццы и плавленного сыра на заводе в Кфар-Тавор, фабрика пастилы и кондитерских изделий в деревне Ярка. В 2010 году доходы составили около 1,68 млрд шекелей, численность около 1400 работников.
Frutarom Industries Ltd — государственная компания, занимающаяся производством и маркетингом компонентов для вкуса и аромата, смесей ароматизаторов для пищевой и косметической промышленности. Год основания — 1933. Оборот 2011 года — 518 млн долларов. Сотрудники — 1900 человек.
Strauss Group, ранее известная как Strauss-Elite, является общим товарным знаком двух компаний — Strauss и Elite, которые объединились в 2004 году. Strauss фокусируется в основном на молочных продуктах, в то время как Elite делает шоколад, кофе и сухие закуски. Основана в 1933 году. Сотрудники — 13 тыс. человек.

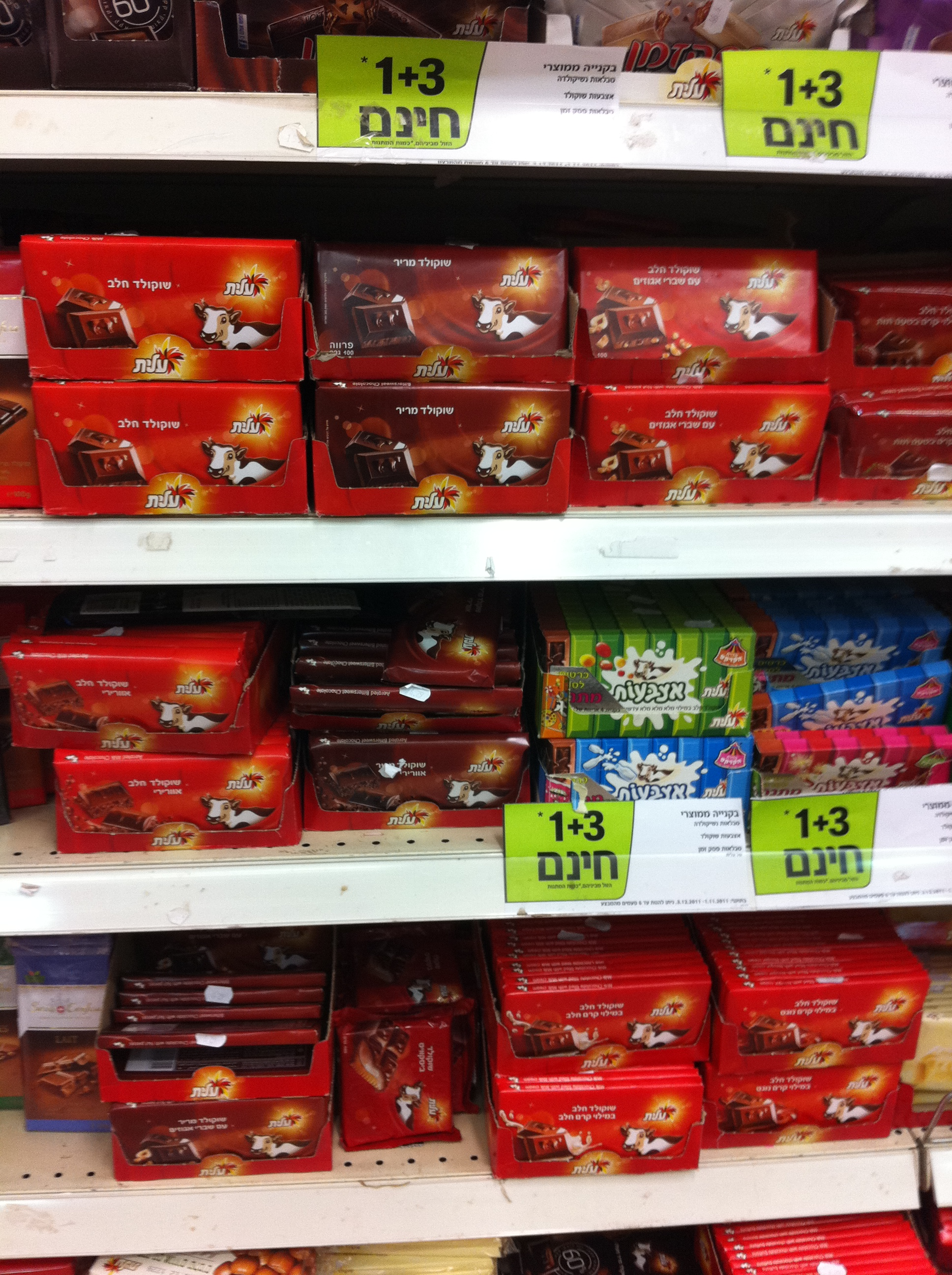
Шоколад Strauss Elite

Wissotzky Tea является международной компанией, базируется в Израиле, с офисами в Лондоне и США. Это ведущий дистрибьютор чая в Израиле, основан в 1849 году в Москве, является одной из старейших чайных компаний в мире. Основная продукция: чай, травяной чай, чёрный кофе. Доход: около 200 млн долларов в год. Сотрудники: около 25 тыс.человек.
Tnuva является кооперативом, специализирующимся на молоке и молочных продуктах. Tnuva является крупнейшим производителем молочных продуктов в Израиле, продажи составляют 70 % молочного рынка страны, а также осуществляет продажу мяса, яиц и упакованных пищевых продуктов. Продажи 1,9 млрд долларов в 2010 году, 6630 сотрудников.
Central Bottling Company является производителем и продавцом напитков Coca-Cola, Sprite, FUZE tea, Prigat, Fanta, Kinley Soda и пива Carlsberg, Tuborg, Tara (Miller), Zuriel, Tabor Winery. Компания была создана в 1968 году. Работает 4700 сотрудников. Оборот 500 млн долларов в год.
Tempo Beer Industries Ltd. является крупнейшим в Израиле пивоваренным предприятием и второй по величине среди производителей напитков компанией страны, разливающей 0,5 млн гектолитров в год. Расположение в городе Нетания. Открыта в 1952 году.